# Architecture romane normande

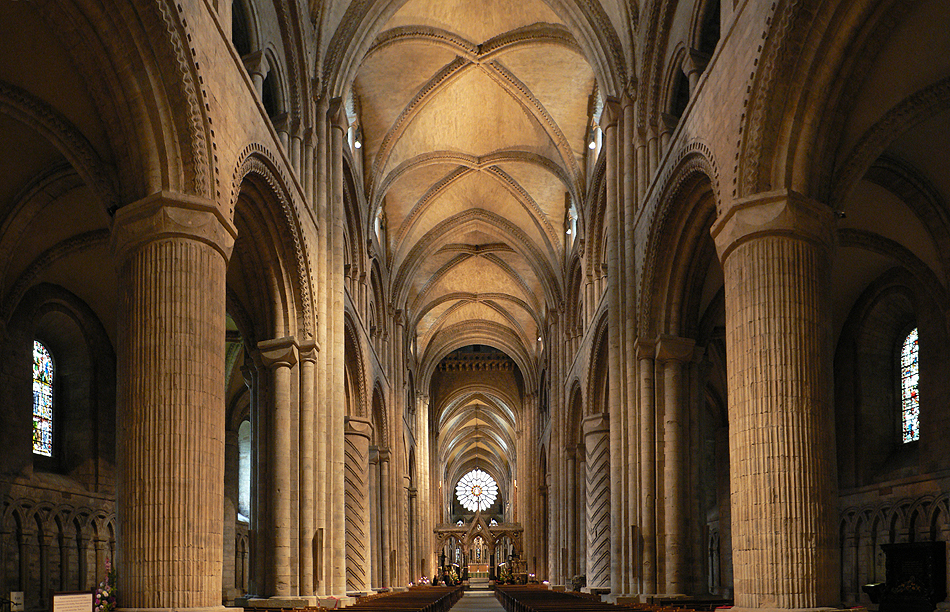
La nef de la cathédrale de Durham illustre le modèle de l'architecture normande encore romane (arcs en plein cintre, murs épais), quoique l’utilisation précoce de voûtes d'ogives (constituées par des arcs en plein cintre croisés en diagonale) au-dessus de la nef annonce le modèle gothique. En conséquence, les arcs doubleaux, pour avoir la même hauteur, sont des arcs brisés. Les arcs entrecroisés qui décorent les murs des bas-côtés laissent aussi apparaitre des arcs brisés assez pointus.

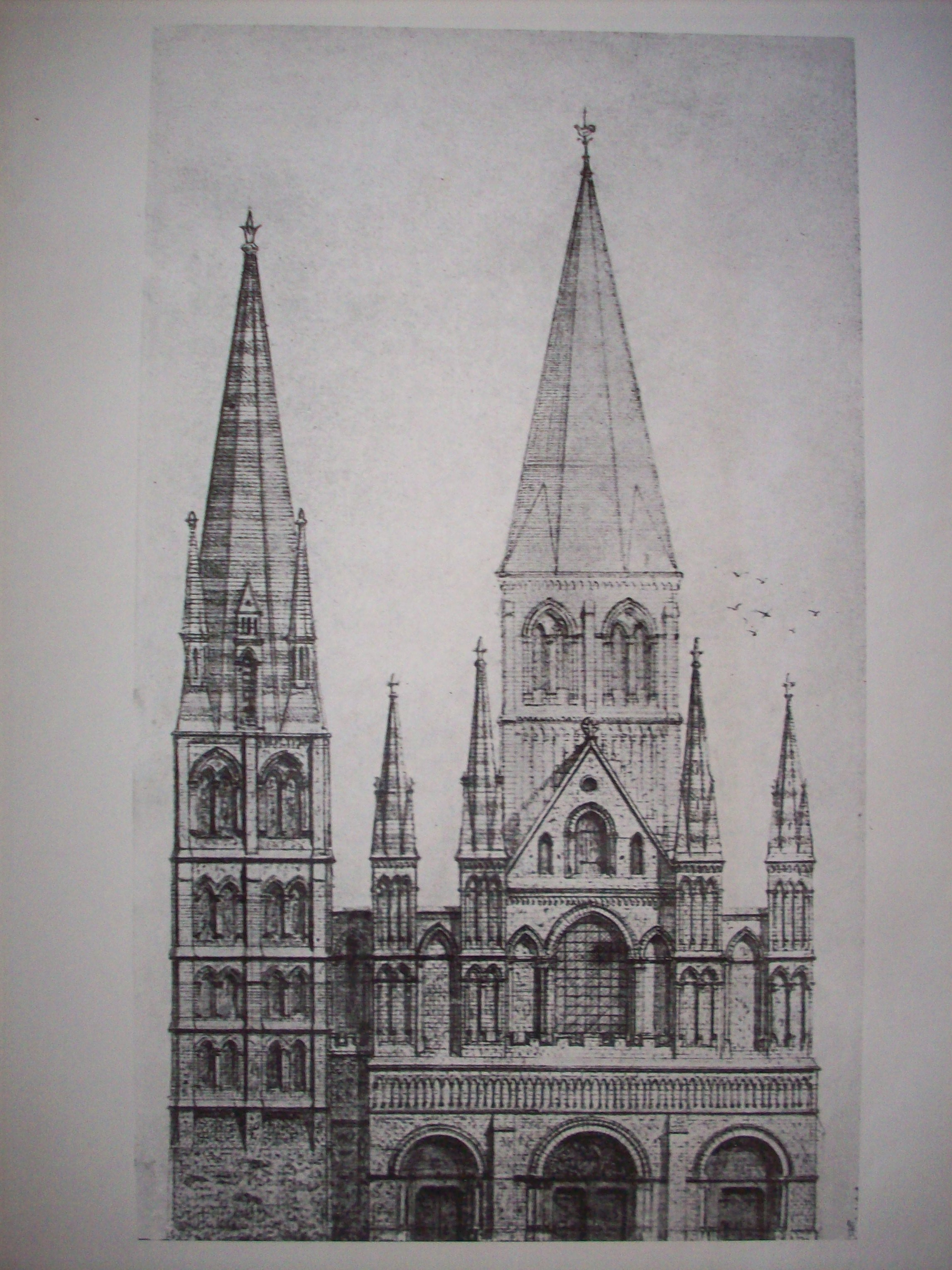
Façade restituée de la cathédrale de Rouen au XIIe siècle (avant les transformations plus tardives). Commencée en 1030 elle était le prototype de l'architecture romane normande, puis continuée au XIIe siècle elle introduisit tôt le gothique primitif français en Normandie.

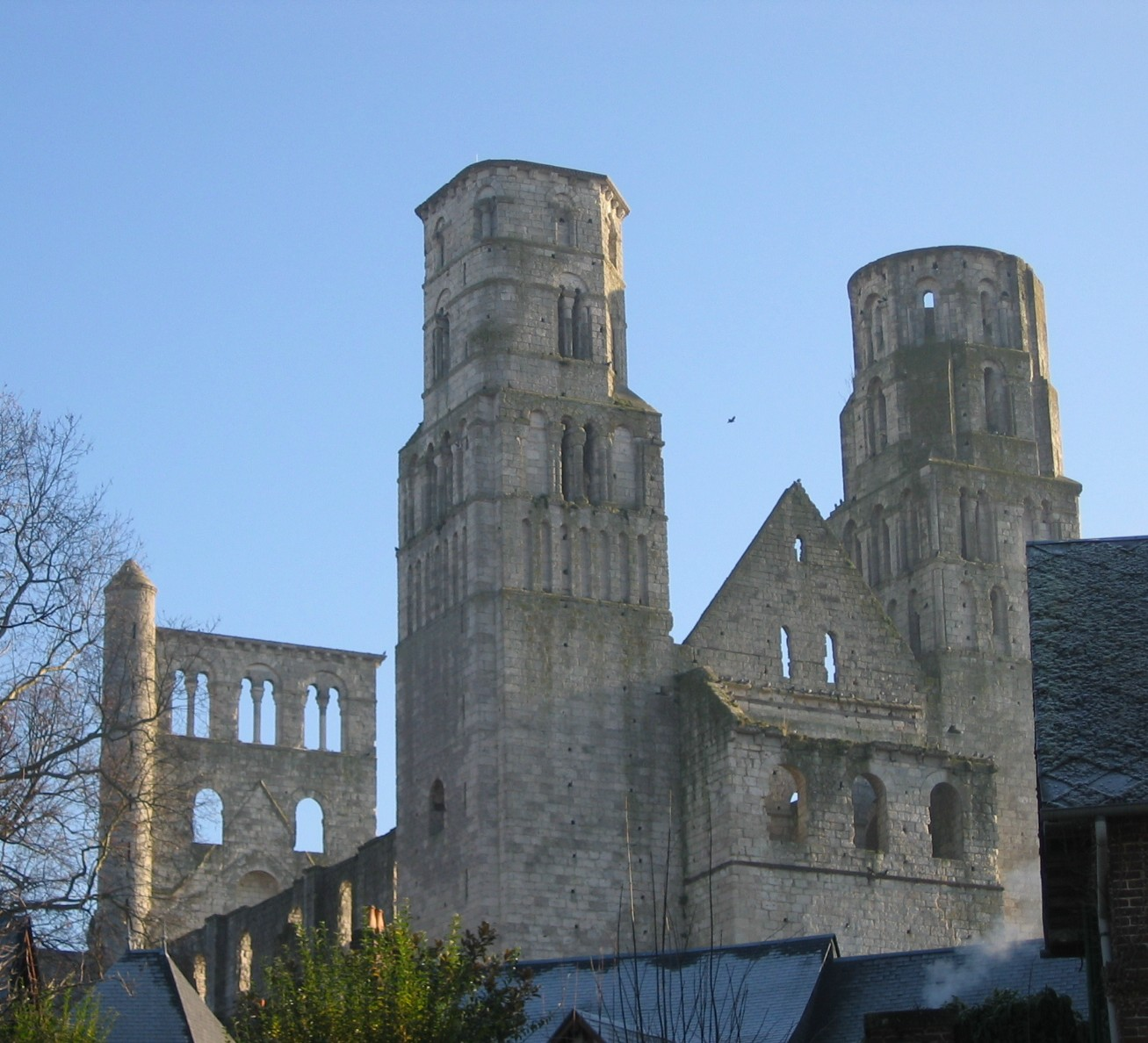
L'abbaye de Jumièges, Normandie, construite entre 1040–1052, est l'un des exemples les plus primitifs de l'architecture romane normande.

L'architecture romane des divers territoires sous domination normande aux XIe et XIIe siècles comporte des caractéristiques différenciables des autres styles romans du continent. Cette architecture est également caractérisée par l'influence des styles autochtones des pays où elle a été importée (influence de l'art saxon en Angleterre, ou de l'architecture byzantine et mauresque en Sicile). Ils ont introduit tout à la fois un grand nombre de monuments civils comme les châteaux, les fortifications, y compris des donjons normands, en même temps que de grands monuments religieux : des monastères, des abbayes, des églises et des cathédrales.
L'art roman normand se caractérise avant tout par des proportions massives et des arches en plein cintre, typique de l'architecture romane, mais il fait aussi rapidement apparaître des arcs brisés ainsi que l'exemple le plus ancien connu de voûte d'ogives, constitués à partir d'arcs en plein cintre qui se croisent, ce qui annonce le gothique. L'art gothique à proprement parler se développera cependant principalement dans le centre du royaume de France (alentours de l'Île-de-France), non sans être influencé par l'art normand, avant de pénétrer dans les territoires normands une fois constitué. Ensuite, l'intégration de l'architecture gothique française dans l'art normand aboutira à un style « gothique normand », assez précoce (les territoires normands étant les premiers à adopter le système gothique après la France) en assimilant de nombreuses caractéristiques de l'architecture normande précédente qui vont perdurer en se transformant.
Cet article traite essentiellement de l'architecture romane normande avant l'émergence du gothique primitif normand proprement dit.
Ce style né en Normandie s'est répandu dans le Nord de l’Europe occidentale, particulièrement en Angleterre, à la suite de sa conquête en 1066 par Guillaume le Conquérant. L’Angleterre a considérablement contribué au développement de l'art anglo-normand et elle en conserve le plus grand nombre d’exemplaires. À peu près à la même époque, une dynastie normande a régné en Sicile où elle a produit une variation distincte, également connue sous le nom d’« architecture normande », ou alternativement, d’architecture romane sicilienne, qui incorpore des influences byzantines, italiennes et sarrasines.

## Origine du terme, évolution vers le gothique

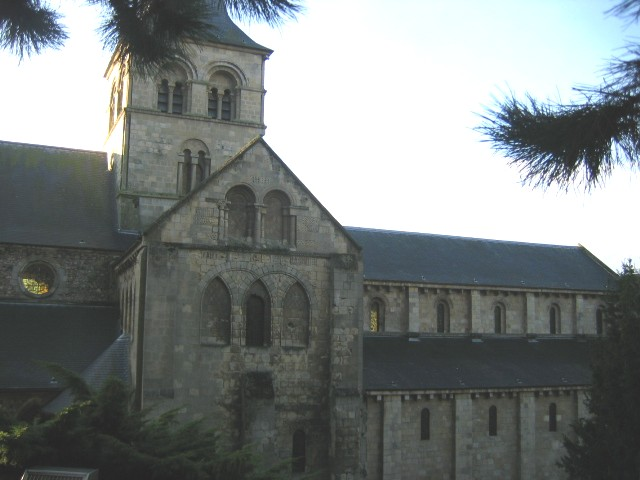
L'abbaye de Graville, Normandie, construite juste après la conquête de l’Angleterre (1066) par Guillaume le Conquérant. Le transept est de caractère purement roman, mais on peut remarquer les trois baies avec arcs brisés sur la façade, formés par des arcs en plein cintre entrecroisés.

Ce terme a peut-être été lancé par des archéologues au XVIIIe siècle, mais son utilisation au sein d’un enchaînement de styles a été attribué à Thomas Rickman (en) dans son ouvrage de 1817 An Attempt to Discriminate the Styles of English Architecture from the Conquest to the Reformation (Essai de distinction des modèles d’architecture anglaise de la Conquête à la Réforme) qui a employé les catégories « gothique normand, gothique primaire, gothique curvilinéaire et gothique perpendiculaire ». Charles de Gerville ayant utilisé, dans une lettre adressée à son ami Arcisse de Caumont en 1818, le terme plus inclusif de « roman » pour qualifier les langues romanes, ce dernier reprit le terme « roman » pour l’appliquer à l’architecture des XIe et XIIe siècles dans son Essai sur l’architecture du Moyen Âge, particulièrement en Normandie datant de 1824.
Bien que l’abbaye de Westminster d’Édouard le Confesseur, aujourd’hui entièrement remplacée par des reconstructions plus tardives, ait été construite, juste avant la conquête de l’Angleterre de 1066, en style roman et continue d’être considérée comme la plus ancienne construction romane majeure en Angleterre, on ne peut clairement démontrer qu’aucune architecture romane significative encore en existence en Grande-Bretagne précède la conquête, bien que les historiens croient qu’il se pourrait bien que nombre d’éléments « normands » subsistant dans les églises soient en fait anglo-saxons.
Lorsque les tailleurs de pierre ont développé leur style et expérimenté avec des manières de surmonter les difficultés géométriques des plafonds en voûtes d’arêtes, ils ont introduit des agencements, tels que la voûte d'ogives, qui seront par la suite, caractérisés comme de style gothique. Comme les historiens et les spécialistes de l’architecture considèrent qu’un style doit être évalué de façon intégrale plutôt que comme un agrégat de caractéristiques, certains mettent ces développements au compte des modèles normand ou roman tandis que d’autres les décrivent comme « gothique normand transitoire ». Quelques sites Web,, emploient le terme de « gothique normand », mais il est peu clair s’ils se réfèrent au modèle transitoire ou au modèle normand dans son ensemble.

## Architecture religieuse romane
Les églises normandes comportent généralement une nef, deux bas-côtés, un transept et une abside. L’abside, les collatéraux et parfois le chœur sont les seules parties voûtées de l’église. La nef est souvent couverte d’une simple charpente jusqu’à l’époque gothique : l’absence de voûte permet d’ouvrir dans les murs latéraux, au-dessus des grandes arcades, de larges baies, devant lesquelles il y a souvent une galerie de circulation inséré dans le mur épais s'il n'y a pas de tribune. L’abside est dépourvue de déambulatoire et d’absidioles ; elle est généralement précédée d’un chœur profond souvent flanqué de collatéraux s’arrêtant à la naissance de l’abside. Une tour-lanterne percée de nombreuses ouvertures est établie au-dessus de la croisée des transepts, éclairant directement le chœur. L’ensemble de l’édifice est spacieux, élancé, lumineux.

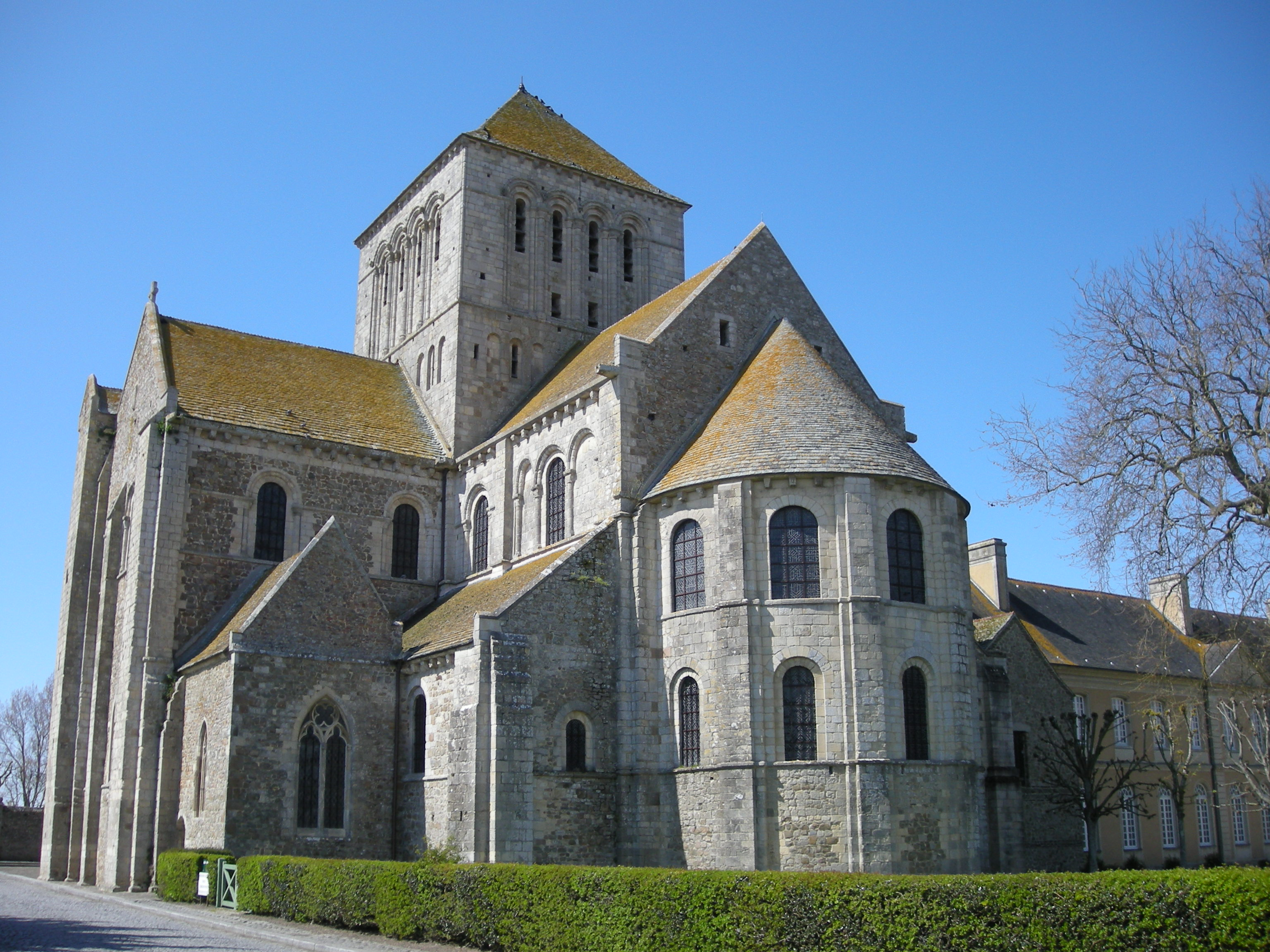
Transept, cœur à abside, tour lanterne à la croisée, de l'abbatiale de Lessay, Normandie.
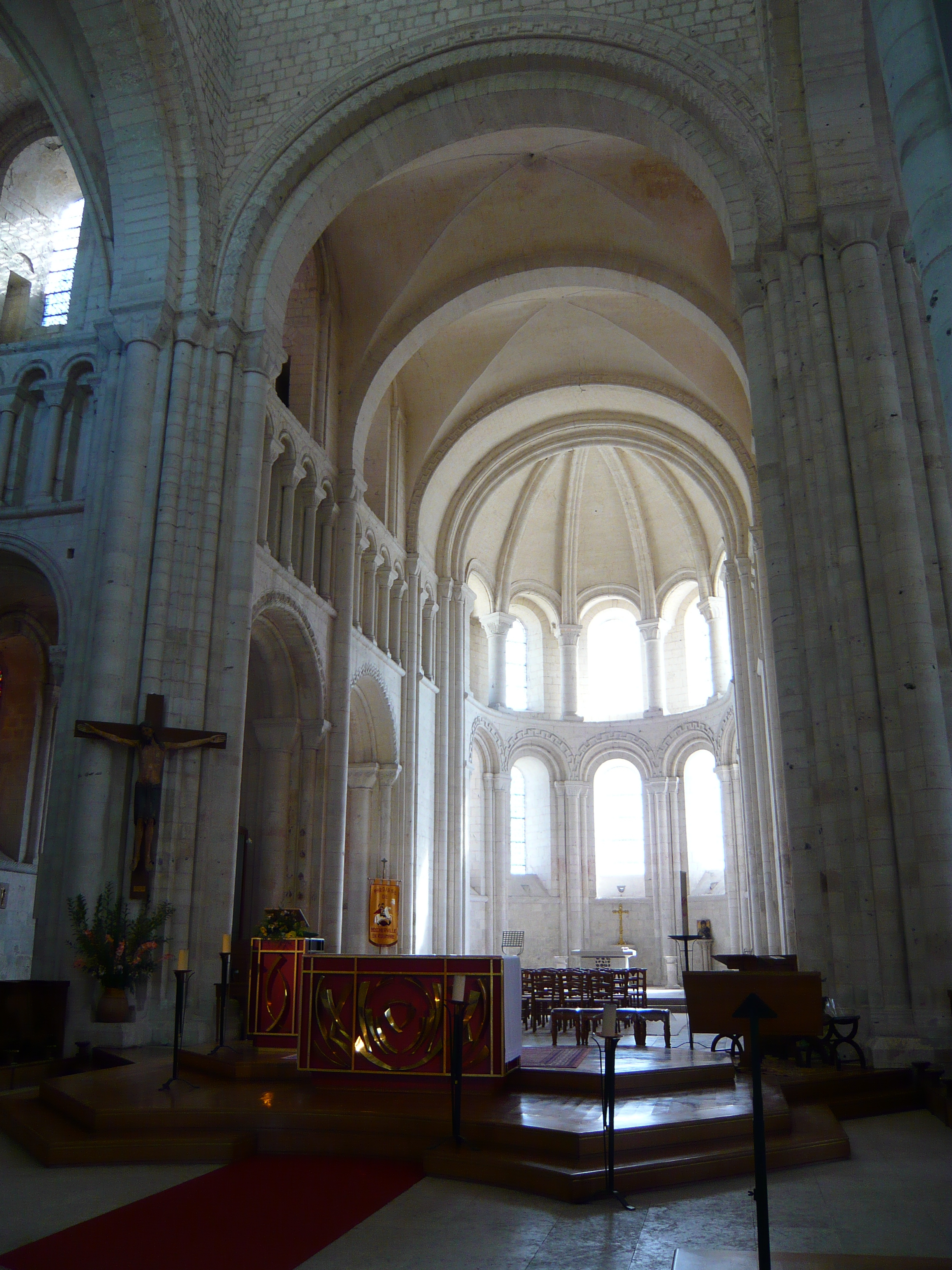
Cœur avec abside de l'abbaye de Boscherville (avec voûte d’arête romane sur arcs doubleaux).
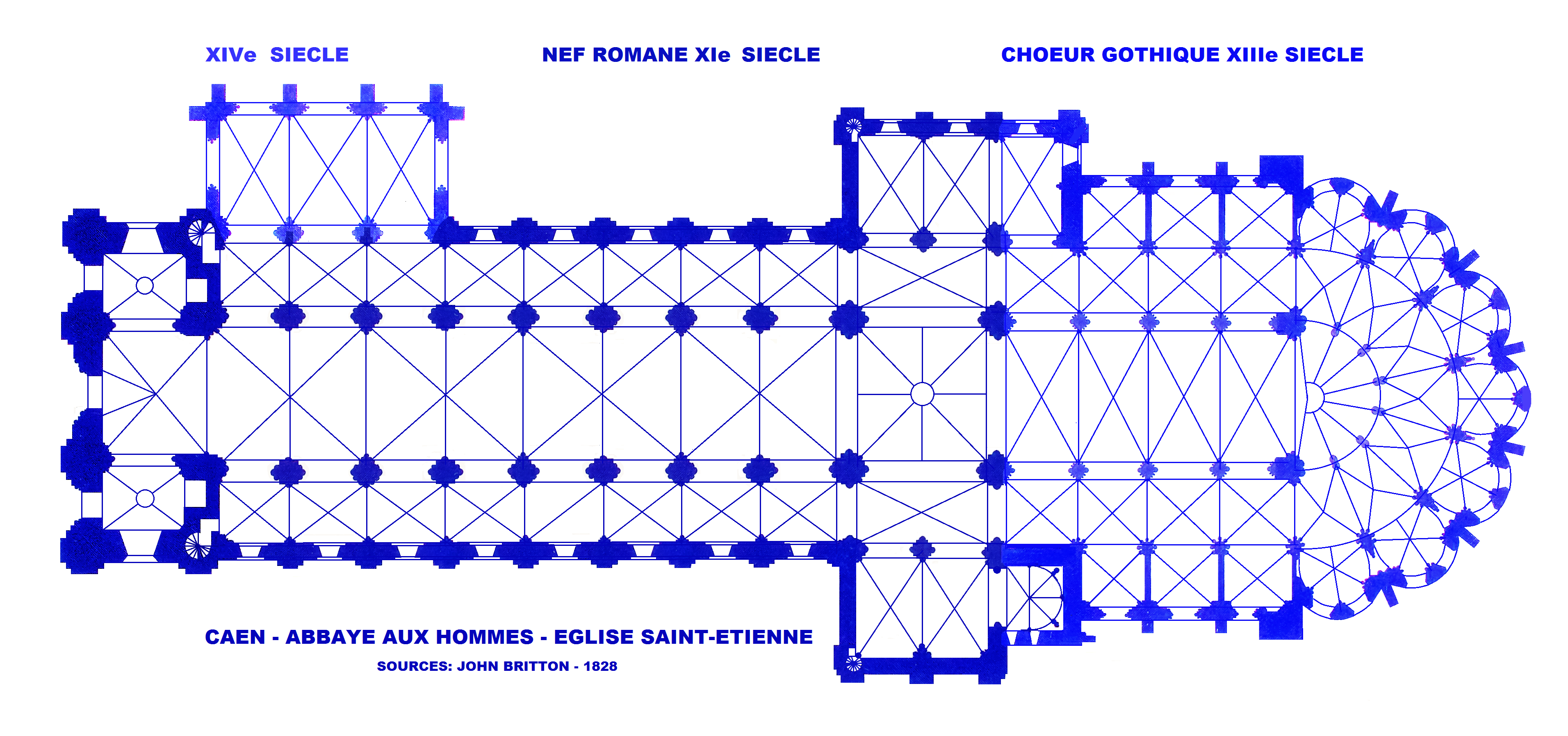
Plan de l'abbatiale Saint-Étienne de Caen, Normandie.
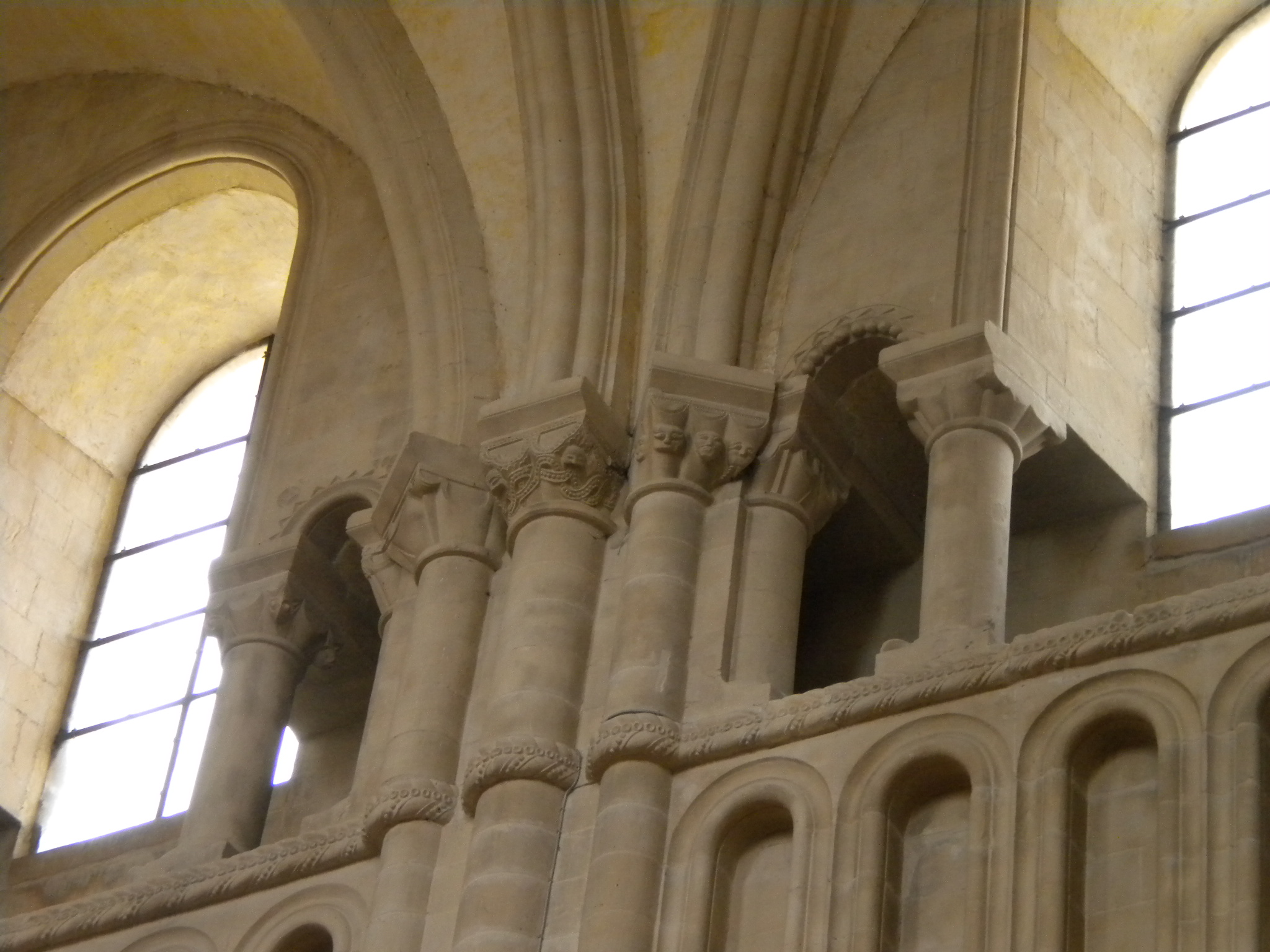
Une galerie de circulation insérée dans l’épaisseur des murs au deuxième niveau. Abbaye aux Dames de Caen.
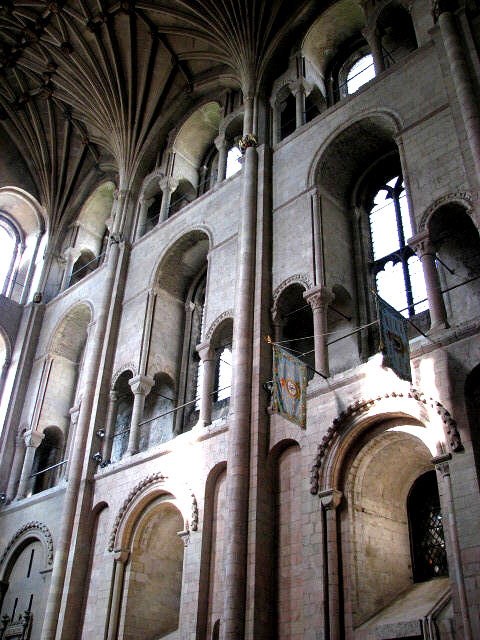
Des galeries de circulation au deuxième et troisième niveaux du transept de la cathédrale de Norwich, Angleterre. fin XIe siècle.

Au début, le décor est assez épuré et purement architectural, l’ornementation consiste en arcatures aveugles pour couvrir les murs, et les chapiteaux sculptés. Puis des moulures encadrent les arcatures, archivoltes ou grandes arcades et met à contribution les motifs géométriques : damiers, chevrons, frettes, étoiles, bâtons rompus, dents de scie et surtout les zigzags… La plupart de ces ornements sont anciens et proviennent de l'art mérovingien et carolingien, et on les retrouve dans l'architecture romane de toute l'Europe occidentale qui en est l’héritière, mais l'art normand se distingue malgré tout assez facilement par l'utilisation abondante et particulière de ces décorations, lui donnant un style bien reconnaissable.
Les arcs romans en plein cintre entrecroisés, très fréquents dans les décors d'arches aveugles de l'architecture normande (bien que ce motif existe aussi depuis l'art mérovingien), font apparaître des arcs en ogive assez aiguë. Ce processus pourrait avoir été à l'origine des premiers arcs brisés dans l'art roman, préfigurant l'architecture gothique. Plus tard l'architecture gothique normande, en abandonnant l'arc en plein cintre, conservera ce type d'ogive pointue comme l'une de ses principales caractéristiques.

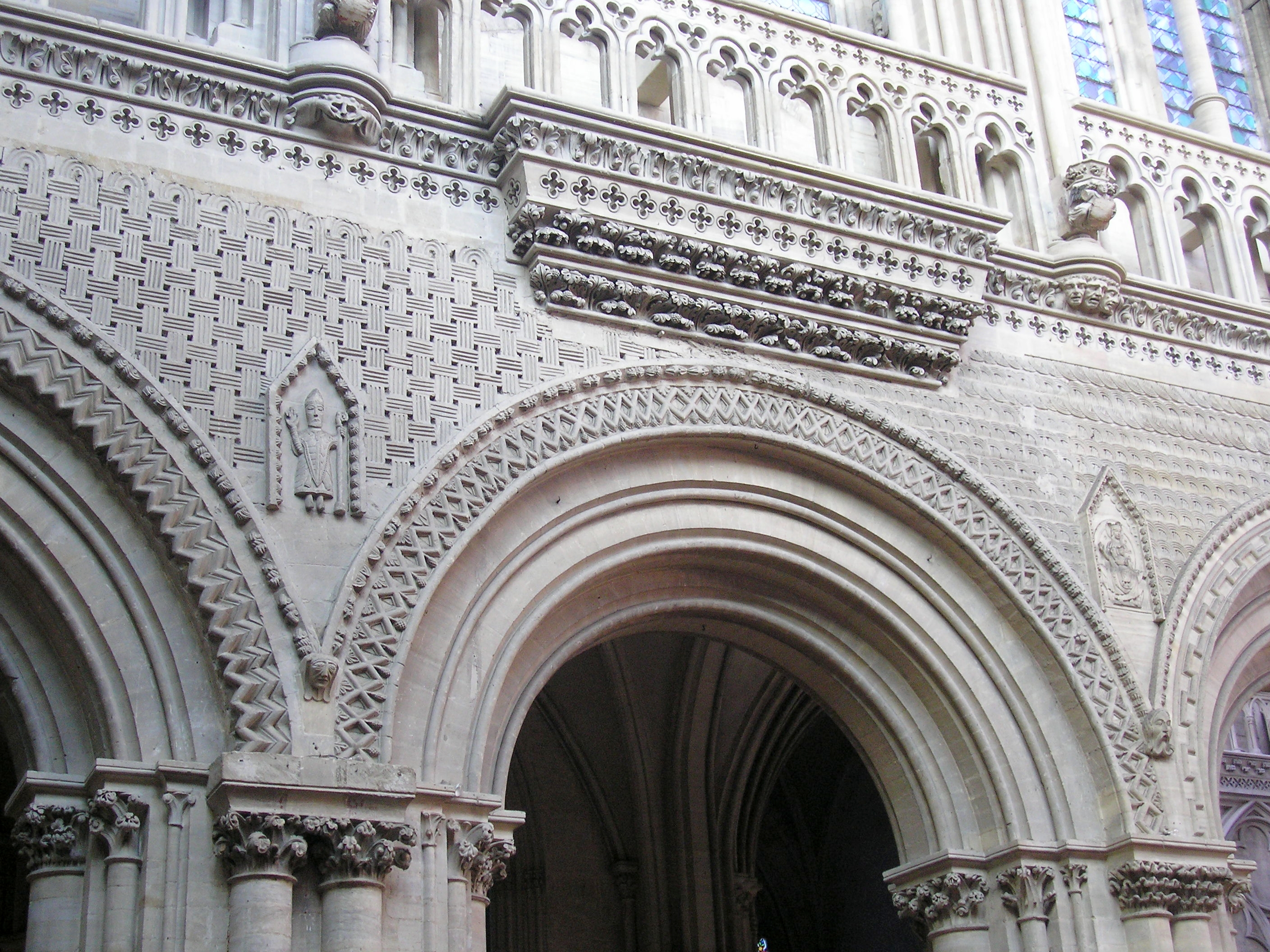
Vue du décor des arcades romanes de la nef de la cathédrale de Bayeux, Normandie.
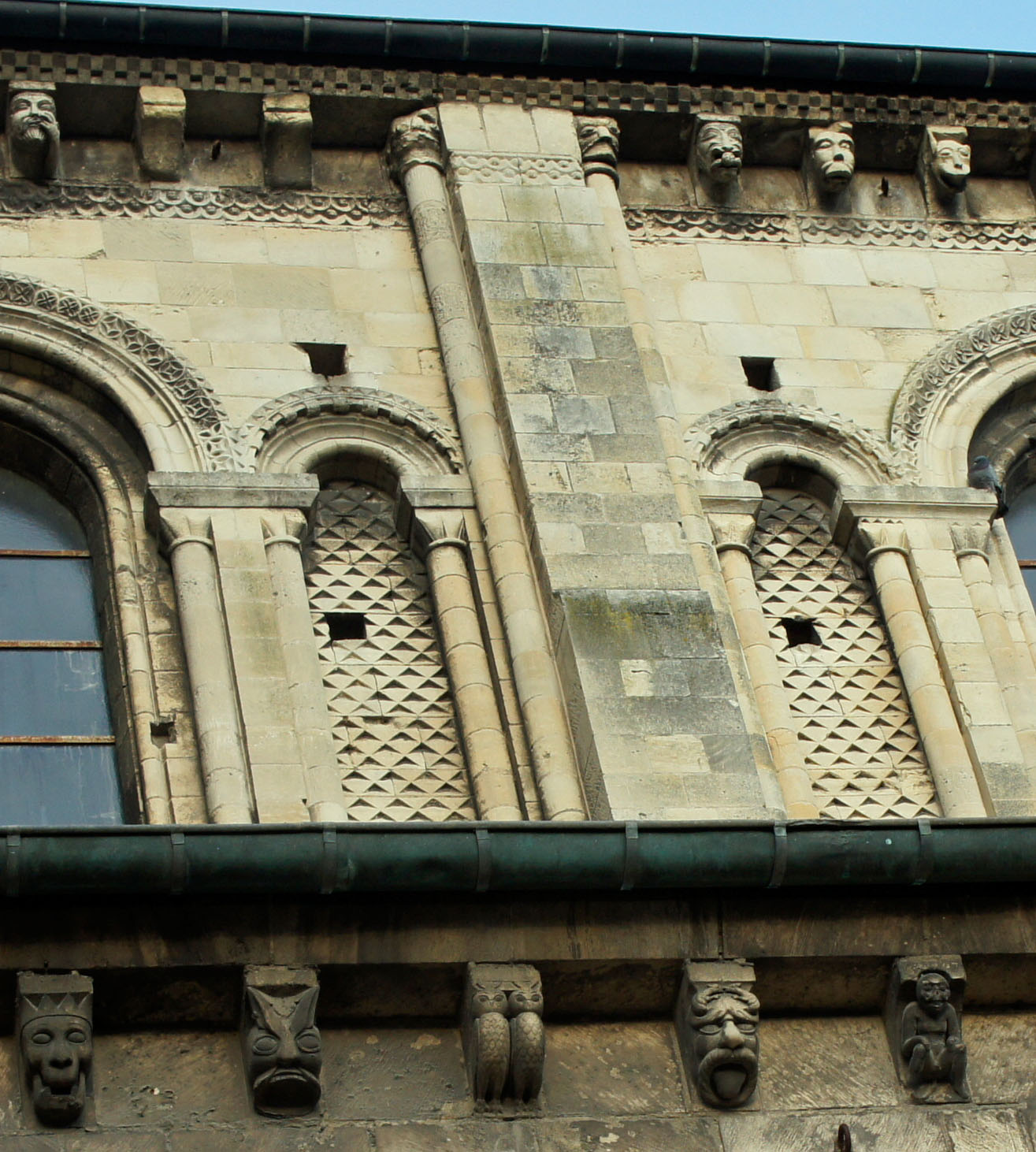
Corniches, corbeaux sculptés, arcades aveugles, à l’extérieur de l'Abbaye aux Dames de Caen, Normandie
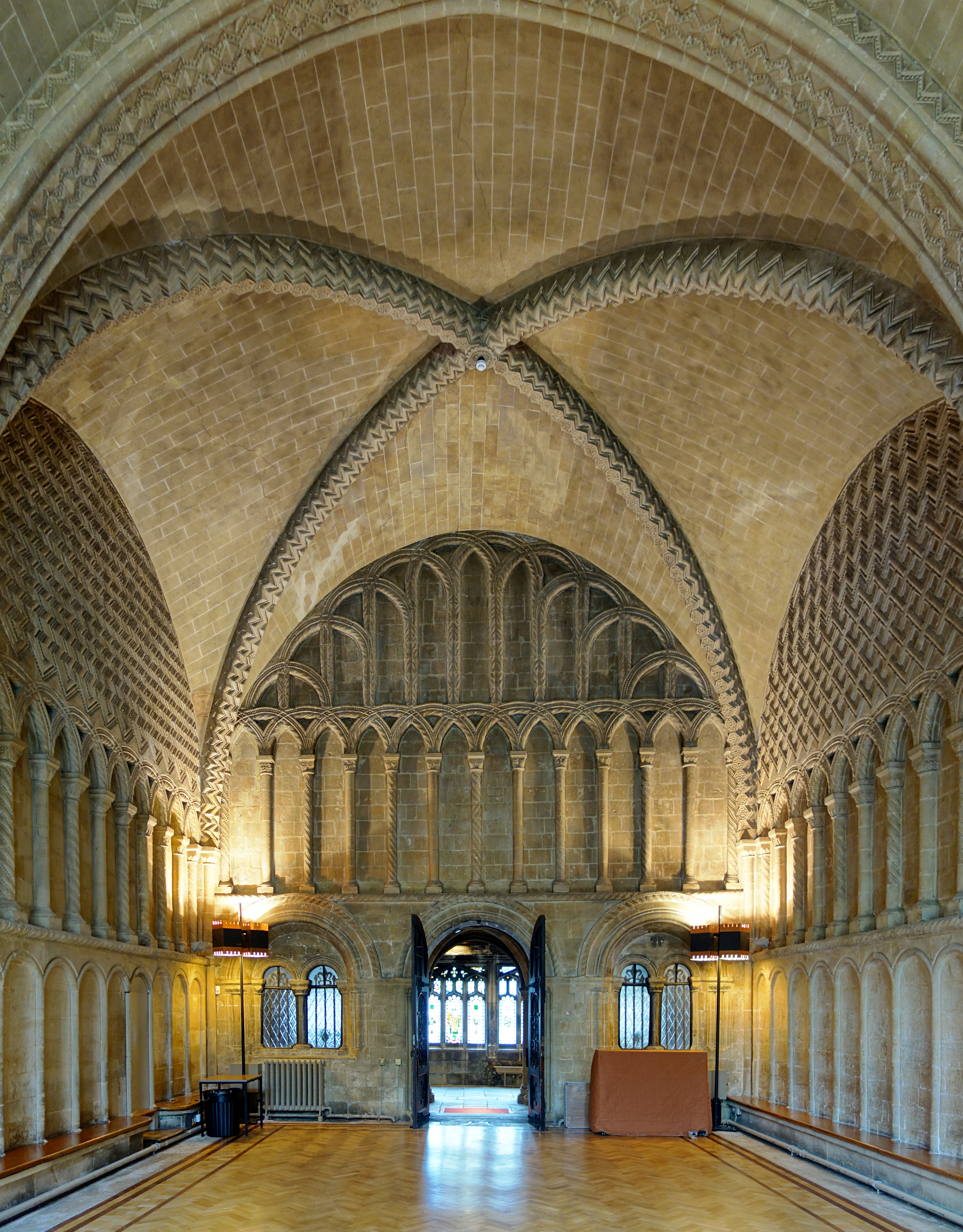
Décor à base d'arcades aveugles. Salle du chapitre de la cathédrale de Bristol, Angleterre.
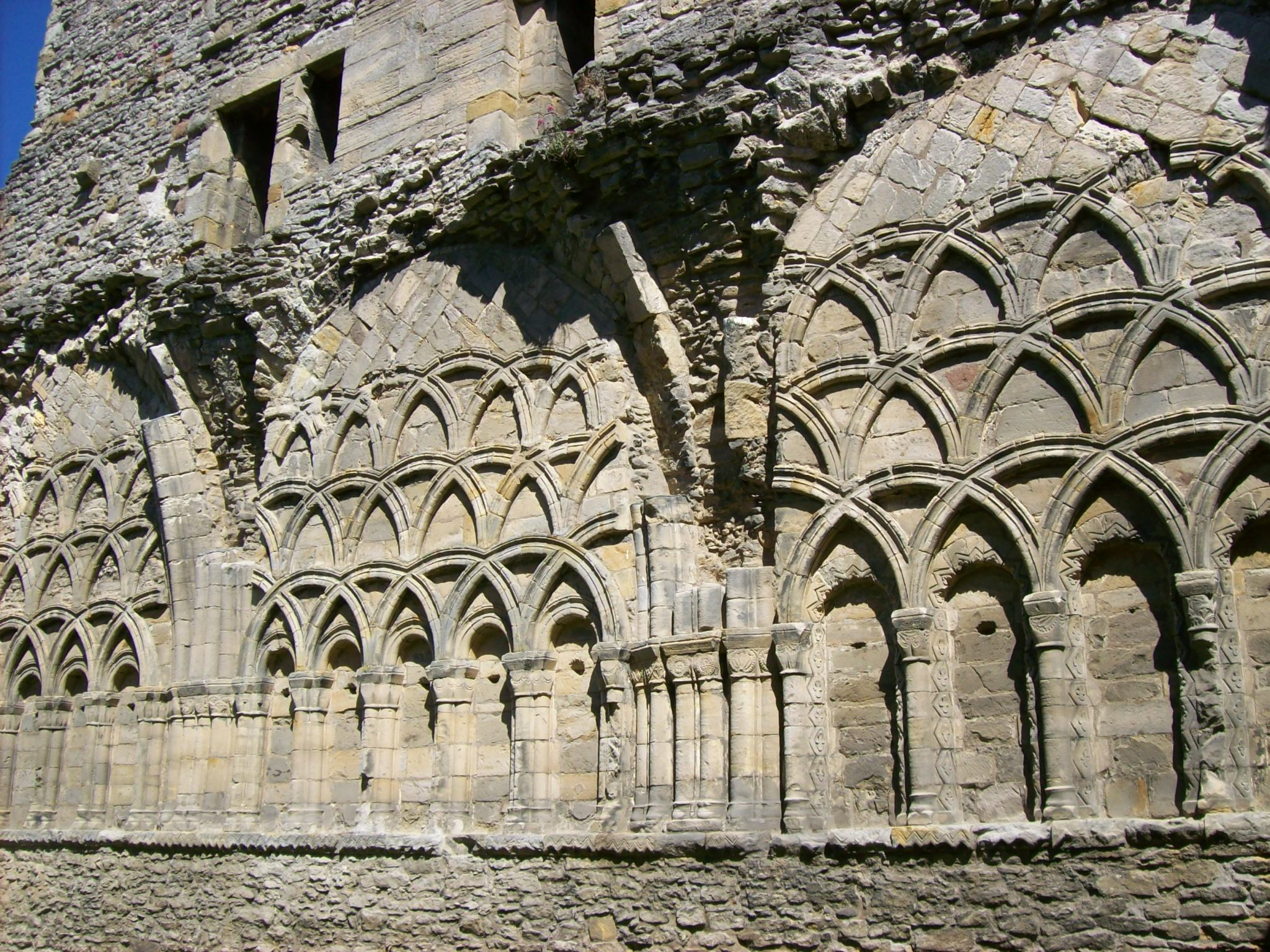
Arcs entrecroisés et superposés. Monastère de Wenlock Priory. Much Wenlock, Shropshire.
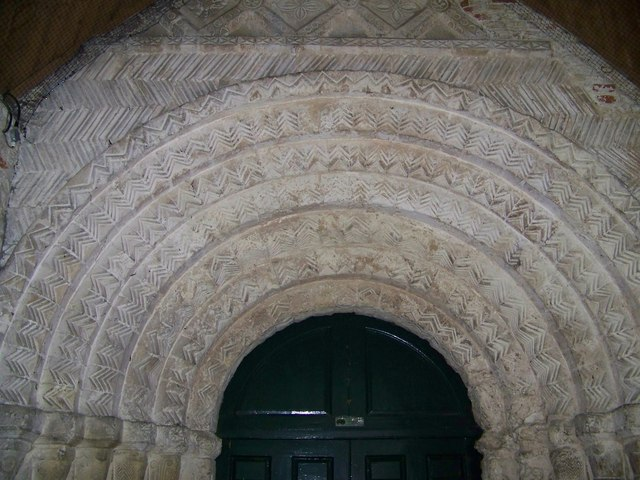
Archivolte d'un portail constituée d'arcs démultipliés et gravés de zigzags. East Riding, Yorkshire.
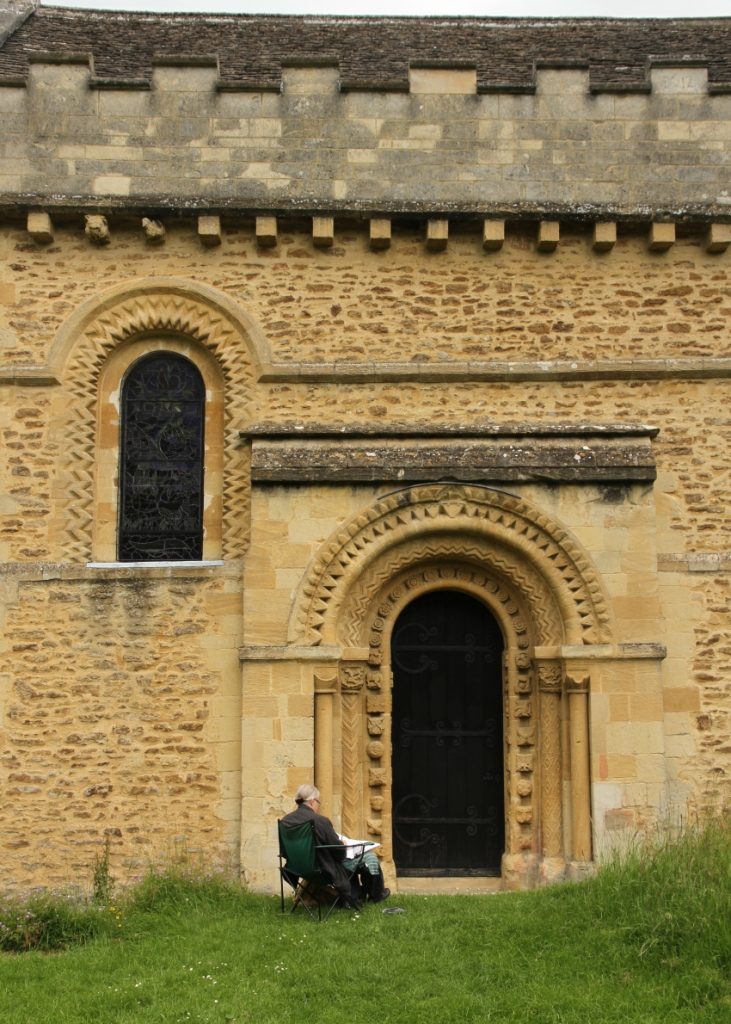
Un portail secondaire et une fenêtre de l'église du village d'Iffley, Oxfordshire.
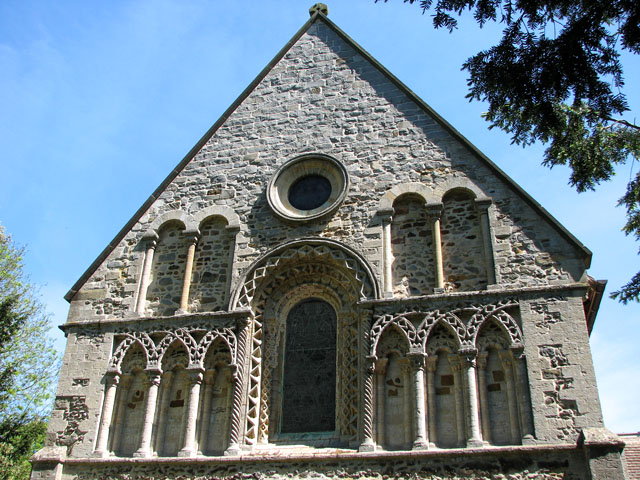
Une façade d'église paroissiale typiquement normande. Village de Castel Rising, Norfolk.
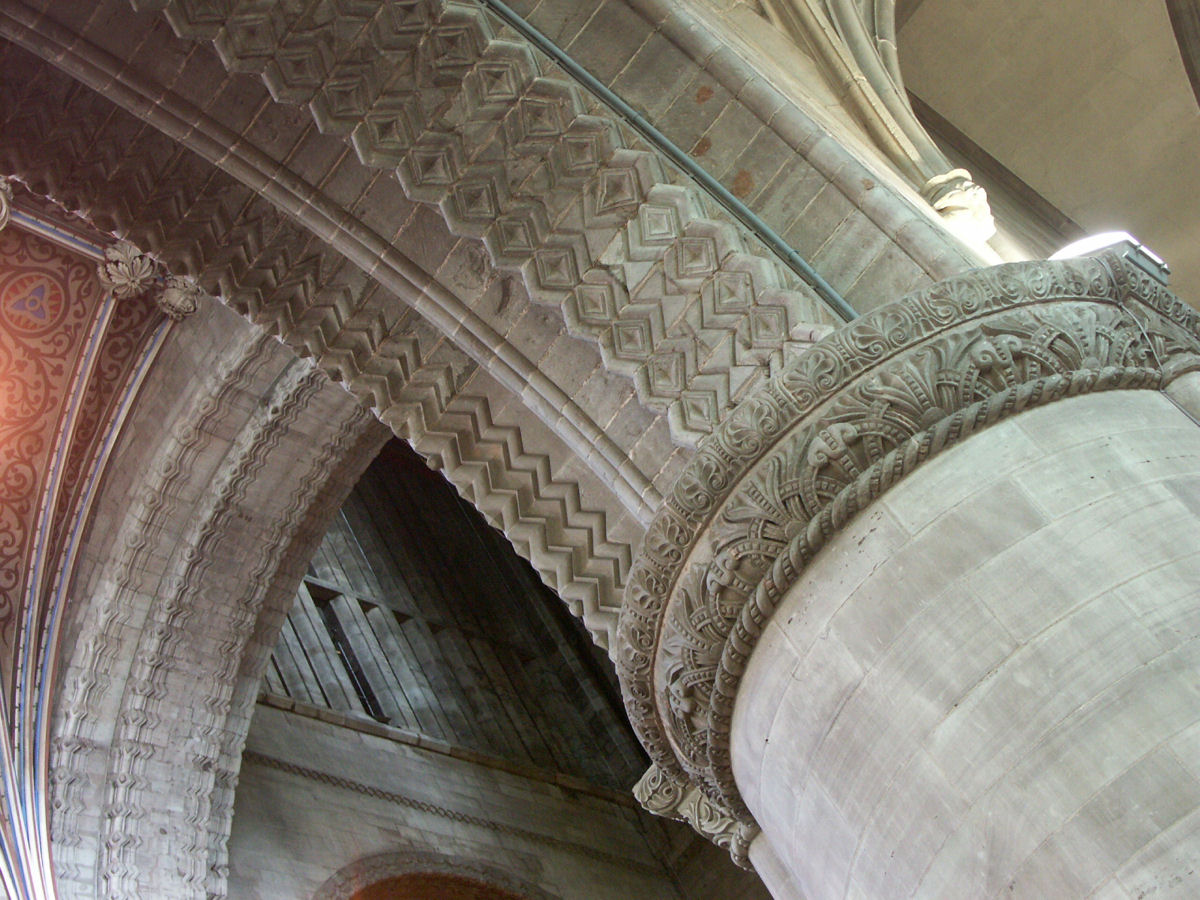
Décor des piliers et arches de la cathédrale de Hereford, Herefordshire.
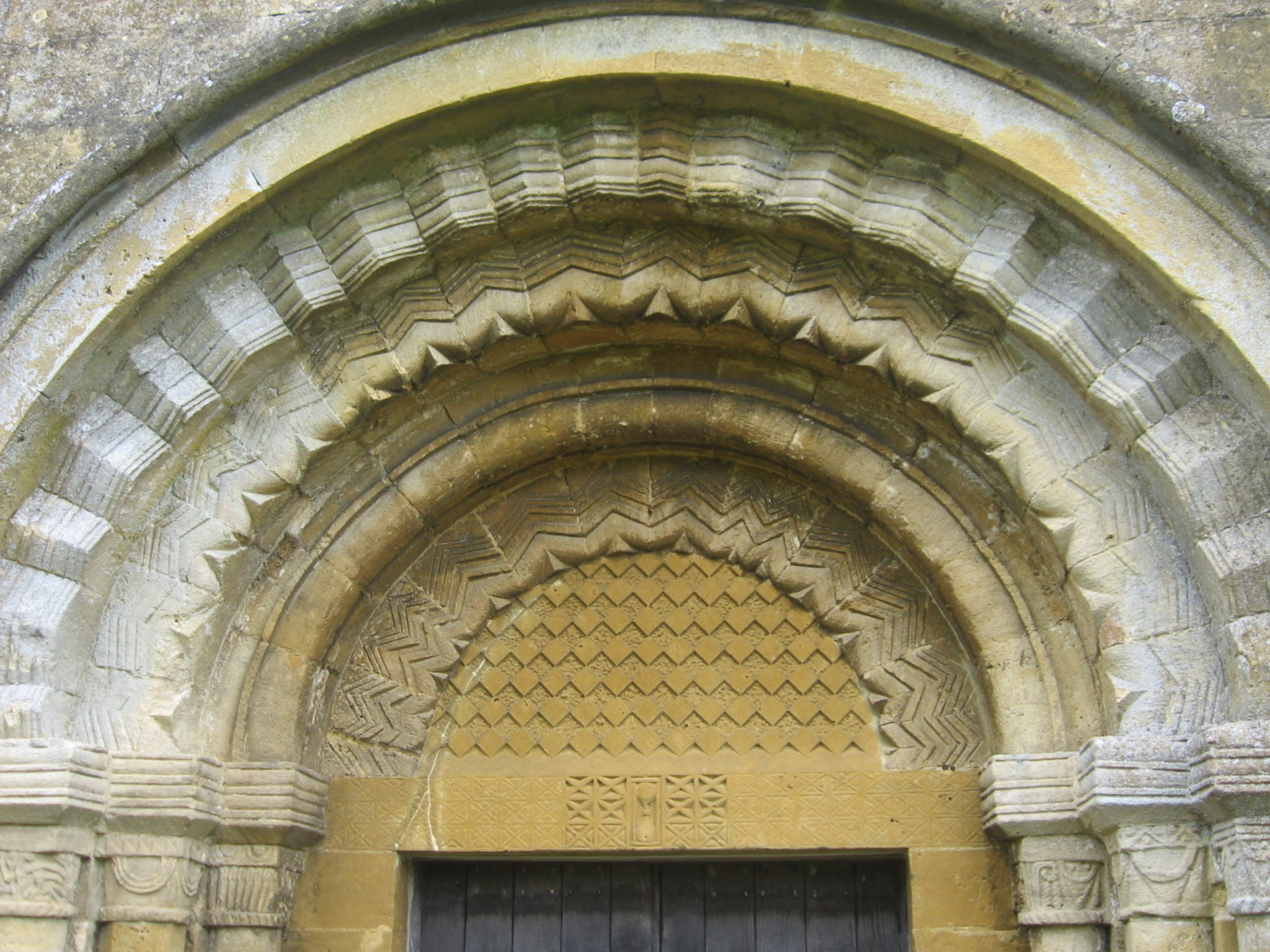
Portail à Guiting Power, Gloucestershire, imitant un opus reticulatum en relief sur le tympan.
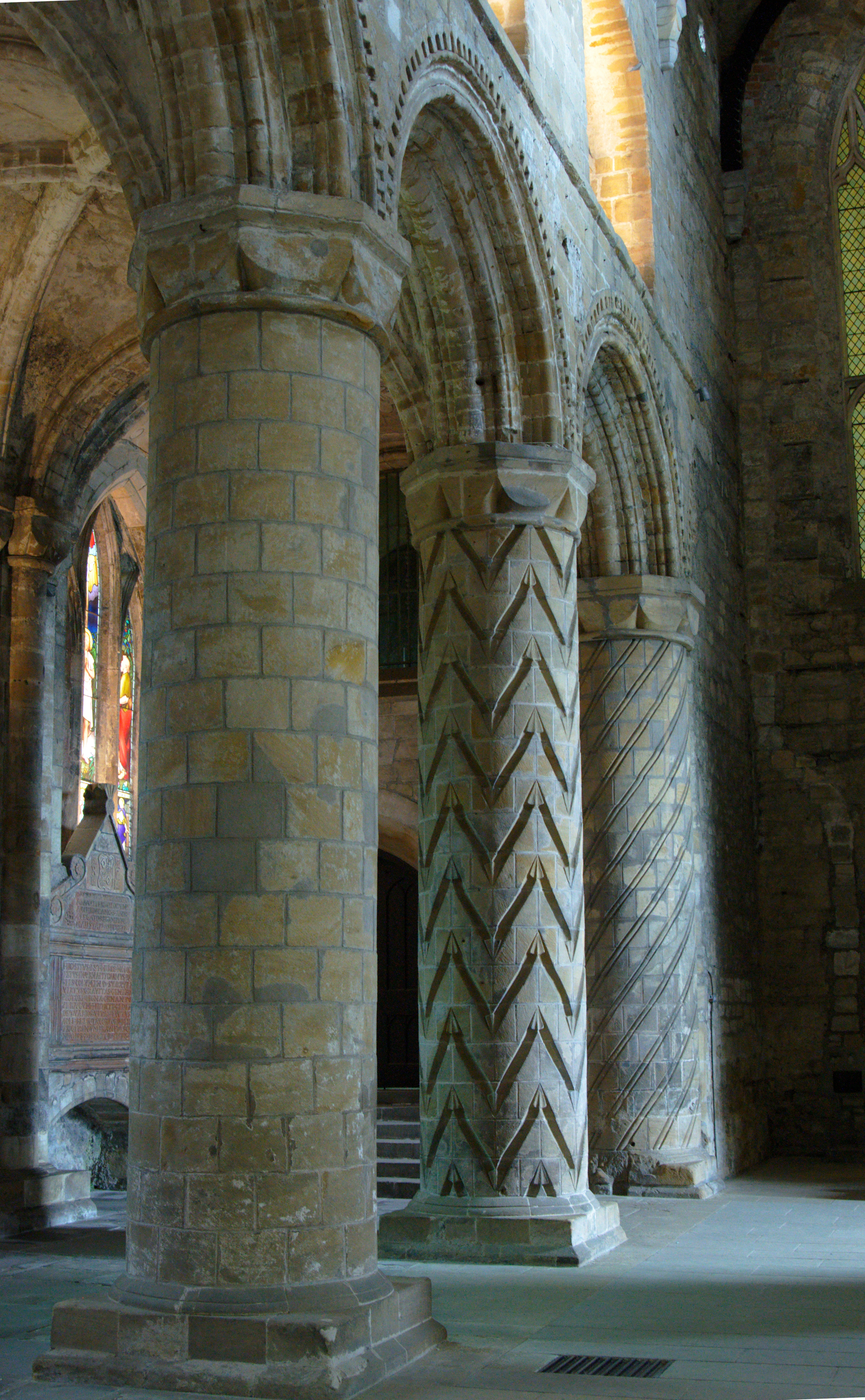
Piliers à décor normand de l'abbaye de Dunfermline. Écosse.

### Rayonnement
Cette école couvre la Normandie, et son influence s’étend en Picardie, Vexin, Bretagne, Maine, pénétrant même, sous l’impulsion de Guillaume le Conquérant, en Angleterre et en Norvège, et elle s'est également étendue jusqu'en Sicile, en Italie du sud et à Malte, et de là elle eut une certaine influence en Méditerranée.
Les grandes abbayes de Caen, Jumièges, Saint-Wandrille, le Mont-Saint-Michel… favorisent sans aucun doute ce rayonnement important.

## L’architecture normande en Normandie

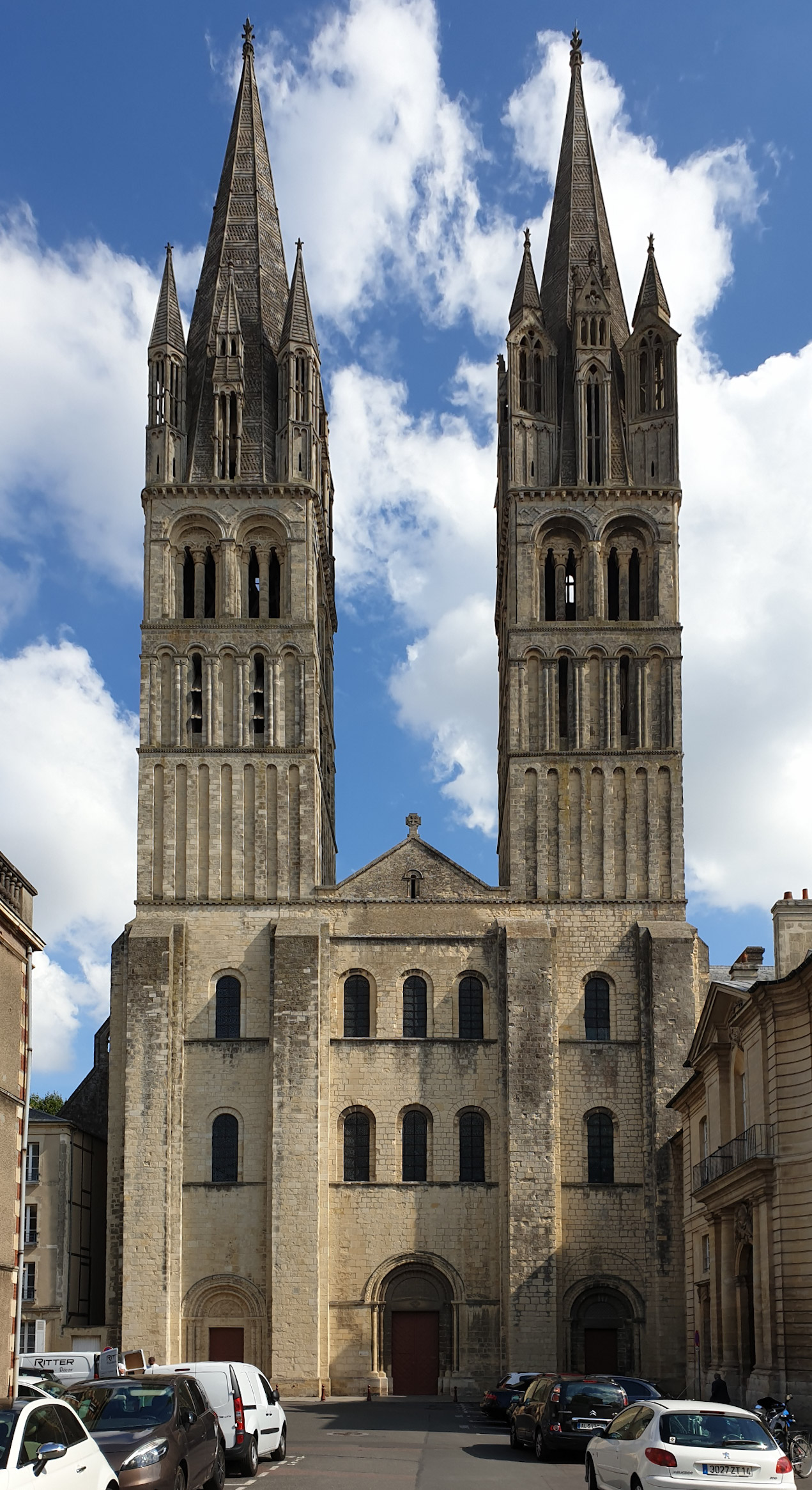
La façade de l'abbatiale Saint-Étienne de Caen.

Lorsque les envahisseurs vikings ont atteint l’embouchure de la Seine en 911, les seigneurs des Francs, qui combattent à cheval, bâtissent des châteaux. Au cours du siècle à venir, les Normands adoptent ces coutumes avec le christianisme et la langue d'oïl. Les barons normands construisent des châteaux en bois sur des monticules de terre qui donnent lieu au développement des châteaux à motte féodale et des grandes églises en pierre dans le style roman propre aux Francs. Dès 950, ils érigent des donjons en pierre (voir aussi Logis seigneurial).
Les Normands, qui comptent parmi les peuples les plus voyageurs d’Europe, ont été au contact d’une grande variété d'influences. Ils en incorporent certains éléments dans leur art et leur architecture pour raffiner le plan des premières basiliques longitudinales avec des bas-côtés latéraux, une abside et une façade occidentale dotée de deux tours comme dans l’abbatiale Saint-Étienne de Caen, commencée en 1067, qui sert de modèle aux cathédrales anglaises de plus grande taille dont la construction débute vingt ans plus tard.
Parmi les principaux exemples, on peut citer :
- Église abbatiale de Cerisy-la-Forêt : nef des années 1080
- Église abbatiale de Lessay
- Église prieurale de Graville
- Église abbatiale de Notre-Dame de Bernay, XIe siècle
- Église abbatiale de Notre-Dame de Jumièges, XIe siècle
- Chapelle Sainte-Paix à Caen
- Église abbatiale Saint-Étienne de l’abbaye aux Hommes de Caen, nef
- Église abbatiale de la Trinité de l'Abbaye aux Dames de Caen
- Église Saint-Nicolas de Caen
- Église abbatiale de Saint-Georges de Boscherville
- Église paroissiale de Ouistreham
- Église Saint-Pierre de Thaon
- Église Notre-Dame-sur-l'Eau à Domfront, XIe siècle
- Église Saint-Sulpice de Secqueville-en-Bessin
- Église Saint-Martin de Tollevast, sculptures romanes
- Abbaye de Saint-Pierre-sur-Dives, clocher XIIe siècle, Tour-lanterne avec base XIe siècle
- Cathédrale Notre-Dame de Bayeux, restant en partie romane.
- Cathédrale Notre-Dame de Rouen, conservant quelques éléments romans.

## L’architecture normande en Angleterre

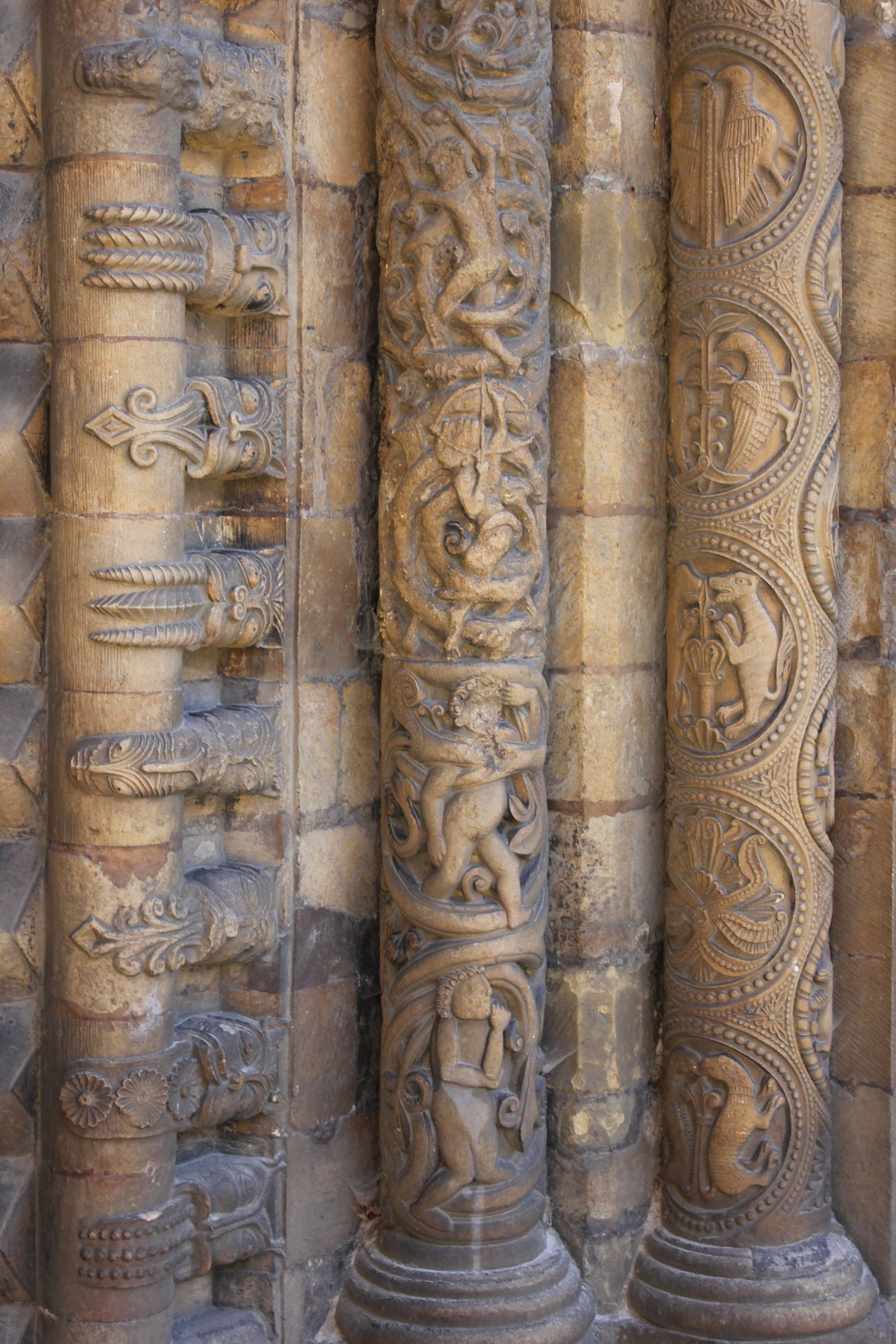
Détail des colonnettes sculptées d'un portail roman normand subsistant de la cathédrale de Lincoln.

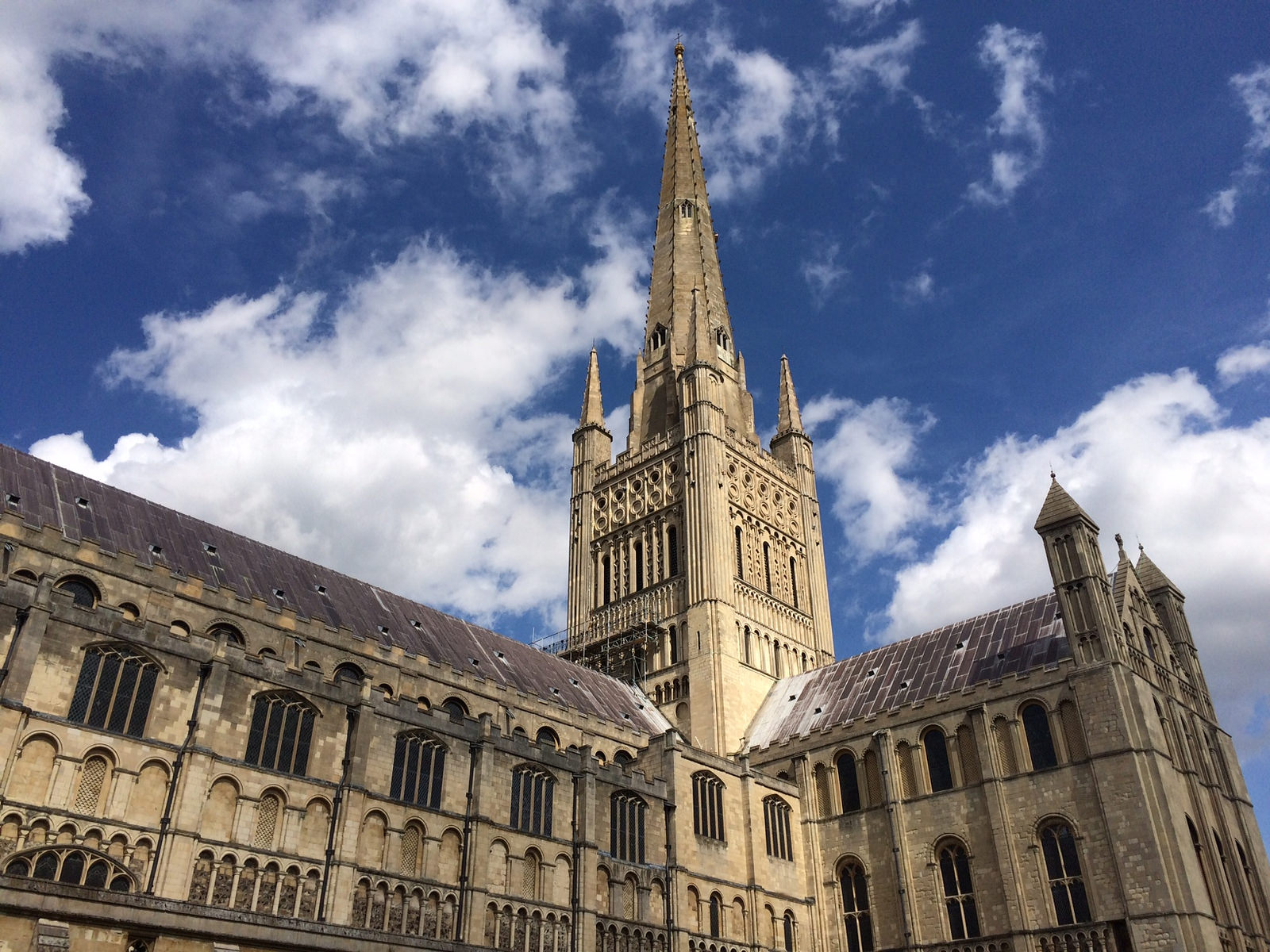
La cathédrale de Norwich conserve l'essentiel de sa structure romane d'origine (avec des ajouts gothiques), en particulier la tour lanterne (sauf la flèche refaite en gothique).

Les chevaliers normands que Guillaume le Conquérant fait venir en 1051, construisent des mottes castrales de défense contre les Gallois. Après la conquête, les Normands édifient des châteaux à motte féodale et des fortifications plus recherchées comme les puissants donjons normands en pierre, ainsi que des églises, des abbayes et les grandes cathédrales. Un peu partout, les nouvelles formes supplantent l'architecture anglo-saxonne.
Les édifices normands d'Angleterre possèdent des nefs et des chœurs exceptionnellement étendus en longueur, ils présentent des formes géométriques simples et des proportions massives, avec de gros piliers souvent cylindriques, les plafonds sont le plus souvent en bois et non voûtés pour les hautes nef, alors que les bas-côtés sont voûtés, bien que les voûtes en pierre se développent et commencent à prendre de l'importance à cette époque comme pour l'exemple de Durham. La décoration comporte de petites bandes de sculpture et des arcades aveugles. Les moulures normandes sont sculptées ou incisées avec des ornements géométriques, tels que les chevrons et les zigzags. Les églises cruciformes avaient souvent un chœur profond et une croisée du transept carrée surmonté d'une grosse tour lanterne, qui est demeurée une caractéristique de l’architecture ecclésiastique anglaise. La plupart des grandes cathédrales anglaises ont été fondées, ou reconstruites en beaucoup plus grand, durant la période normande, mais beaucoup ont ensuite été plus ou moins transformées ou complétées par l'architecture gothique. Il faut ajouter des centaines d’églises paroissiales qui subsistent de nos jours.
Après qu’un feu eut endommagé la cathédrale de Canterbury en 1174, les architectes normands ont introduit la nouvelle architecture gothique. Vers 1191, la cathédrale Saint-André de Wells et la cathédrale de Lincoln imposent le modèle gothique anglais et le style roman devient de plus en plus souvent réservé aux bâtiments provinciaux de taille modeste. L'art gothique anglais reste profondément marqué par les traditions et les concepts de l'architecture normande qui vont se transformer sans disparaître.

### Architecture religieuse

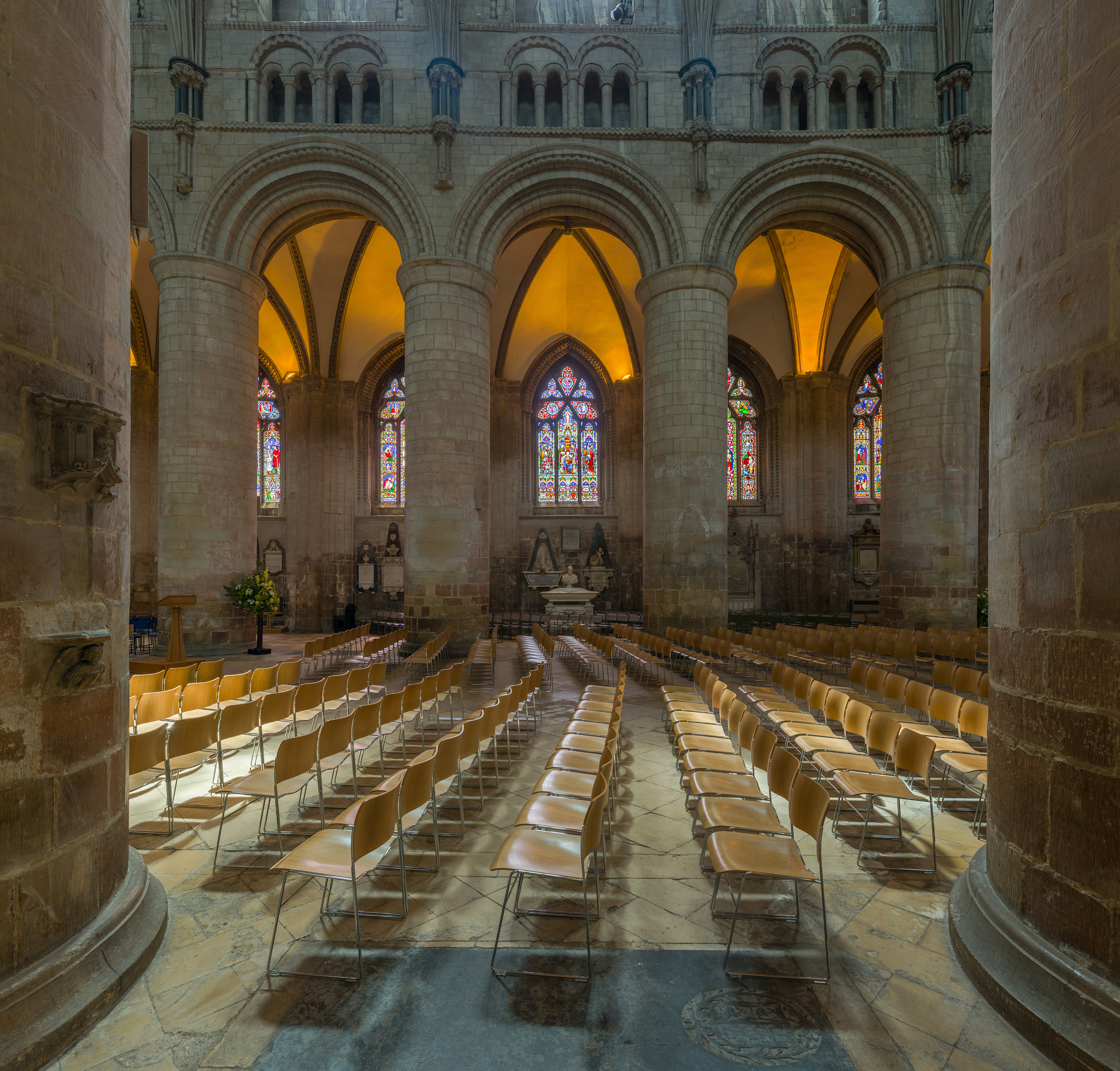
Colonnes romanes normandes dans la nef de la cathédrale de Gloucester.

Quelques exemples importants (liste non exhaustive) d'édifices conservant au moins des parties romanes normandes:
- La cathédrale de Canterbury commencée en 1070 par Lanfranc
- Le château d'Oxford (1074) dont la tour de l’église sert également de lieu de refuge
- La cathédrale de Rochester (v. 1077)
- La cathédrale de Saint-Alban (v. 1077)
- La cathédrale de Winchester (commencée en 1079)
- La cathédrale d'Ely (1083-1109)
- La chapelle de la tour de Londres (v. 1087),
- L'abbaye de Tewkesbury (v. 1088)
- La cathédrale de Durham (commencée en 1093), la première à utiliser une voûte sur croisée d'ogives
- La cathédrale de Norwich (1096)
- La cathédrale de Hereford (v. 1107)
- La cathédrale de Peterborough (à partir de 1118)
- L'abbaye de Romsey (1130-1140)
- L'église Sainte-Marie-et-Saint-David de Kilpeck à Kilpeck (vers 1140)
- La collégiale de Southwell Minster (1108-1300)
- L’église Saint-Nicolas de Pyrford (vers 1140)
- L’église Saint-Swithun de Nately Scures (vers 1175)

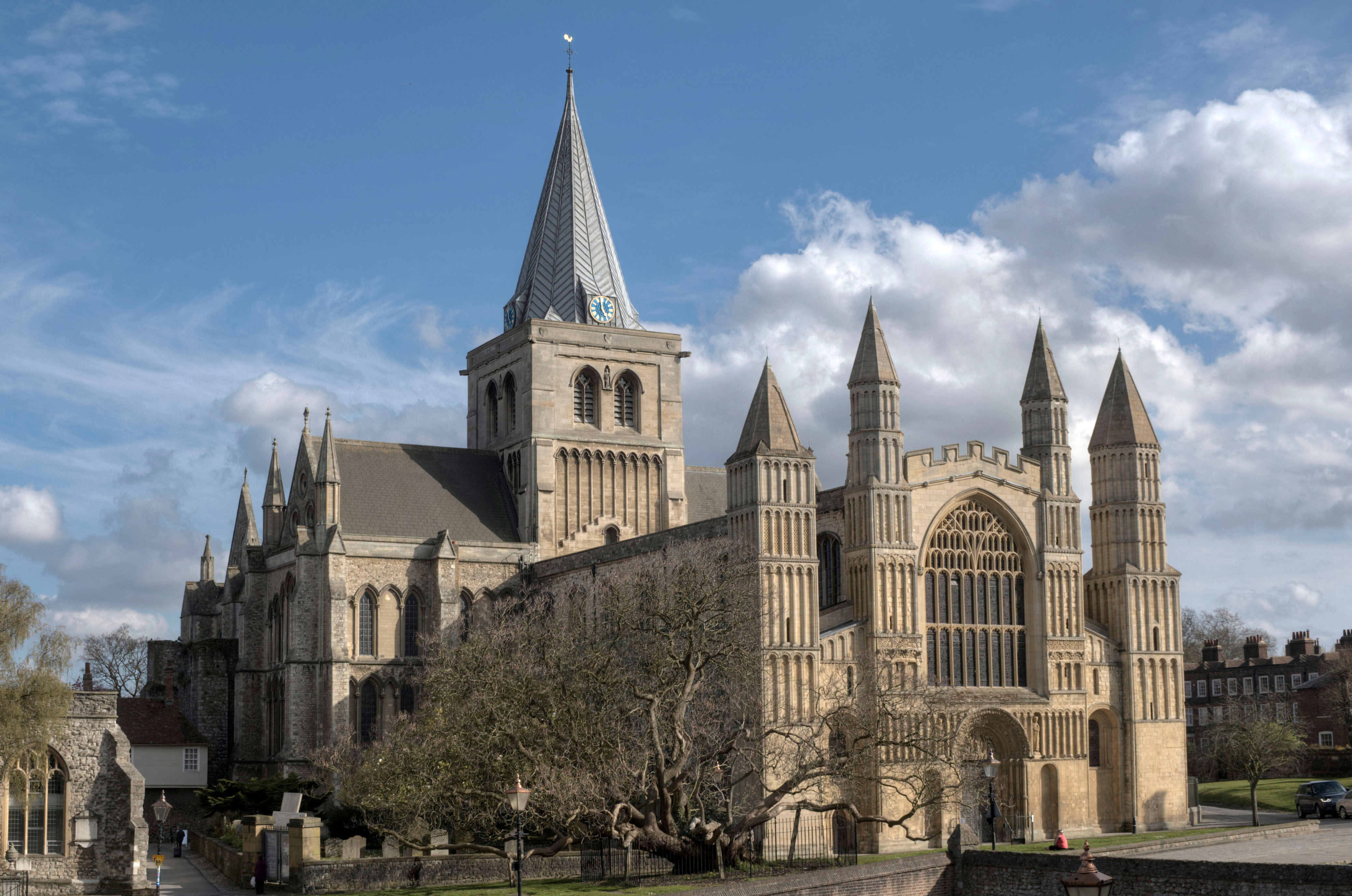
Malgré quelques ajouts gothiques, la cathédrale de Rochester conserve une forte typicité romane normande.
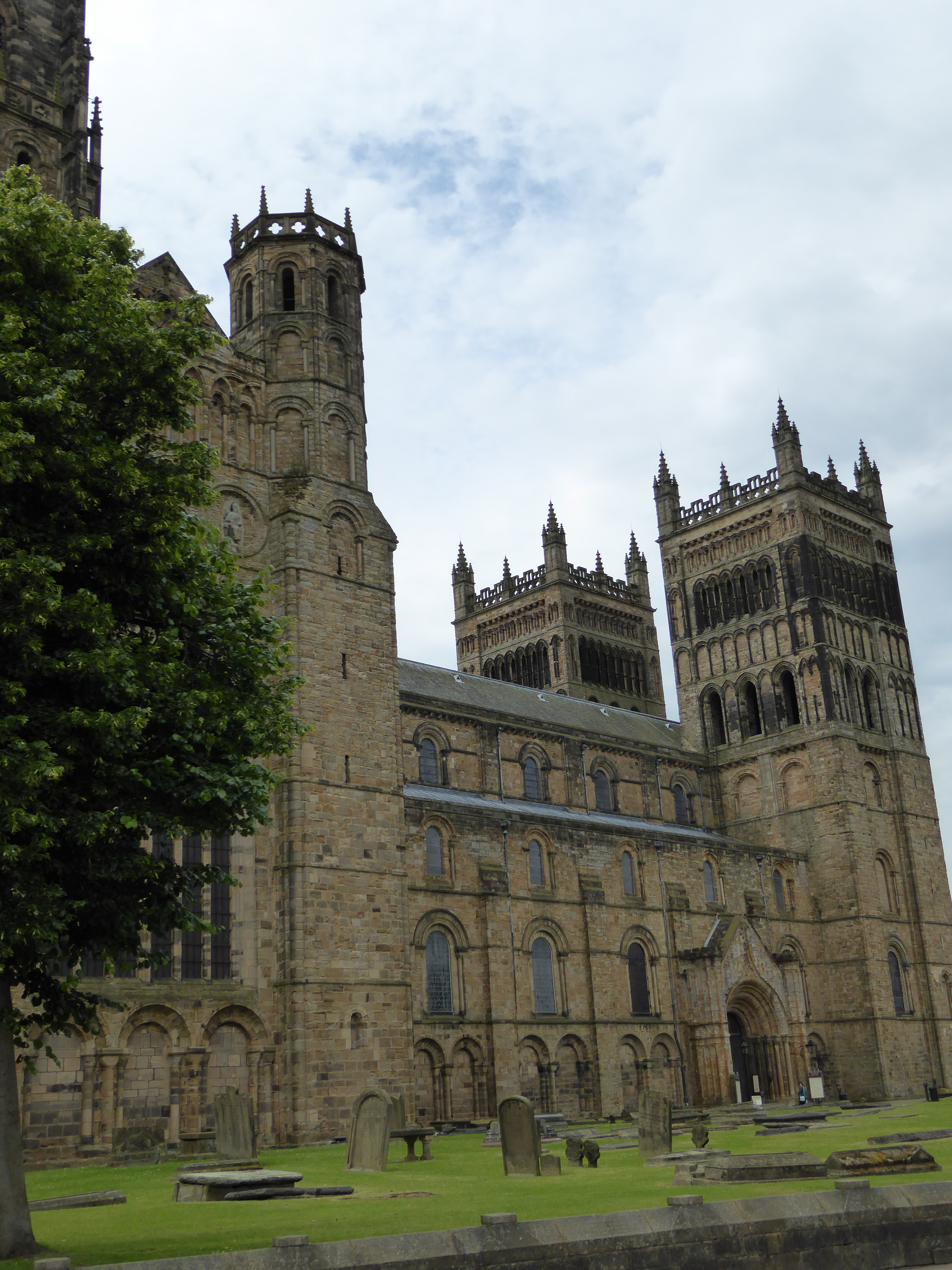
La cathédrale de Durham est l'une des plus emblématiques des cathédrales normandes d’Angleterre.
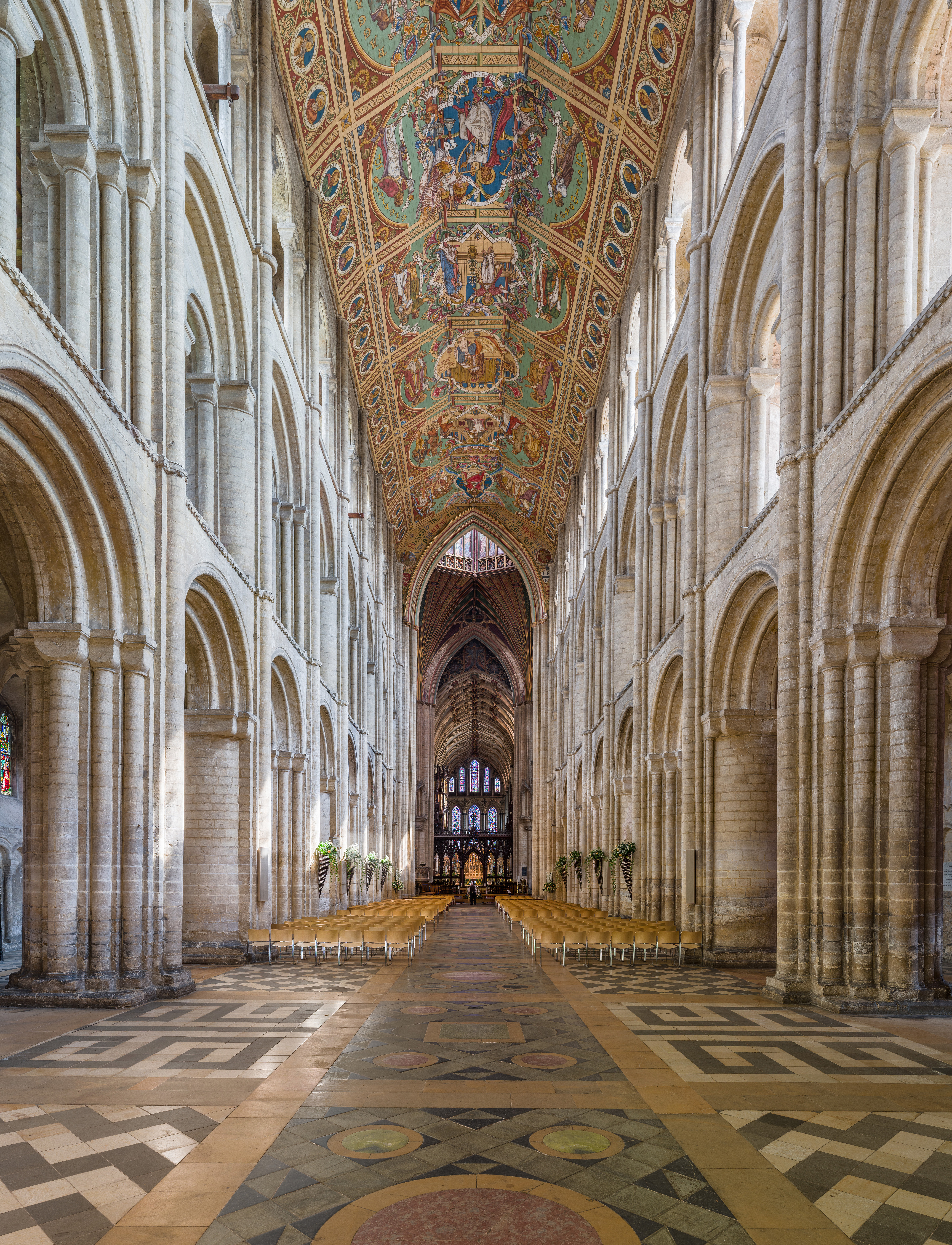
La partie la plus ancienne de la cathédrale d'Ely, la nef, est représentative du style normand.
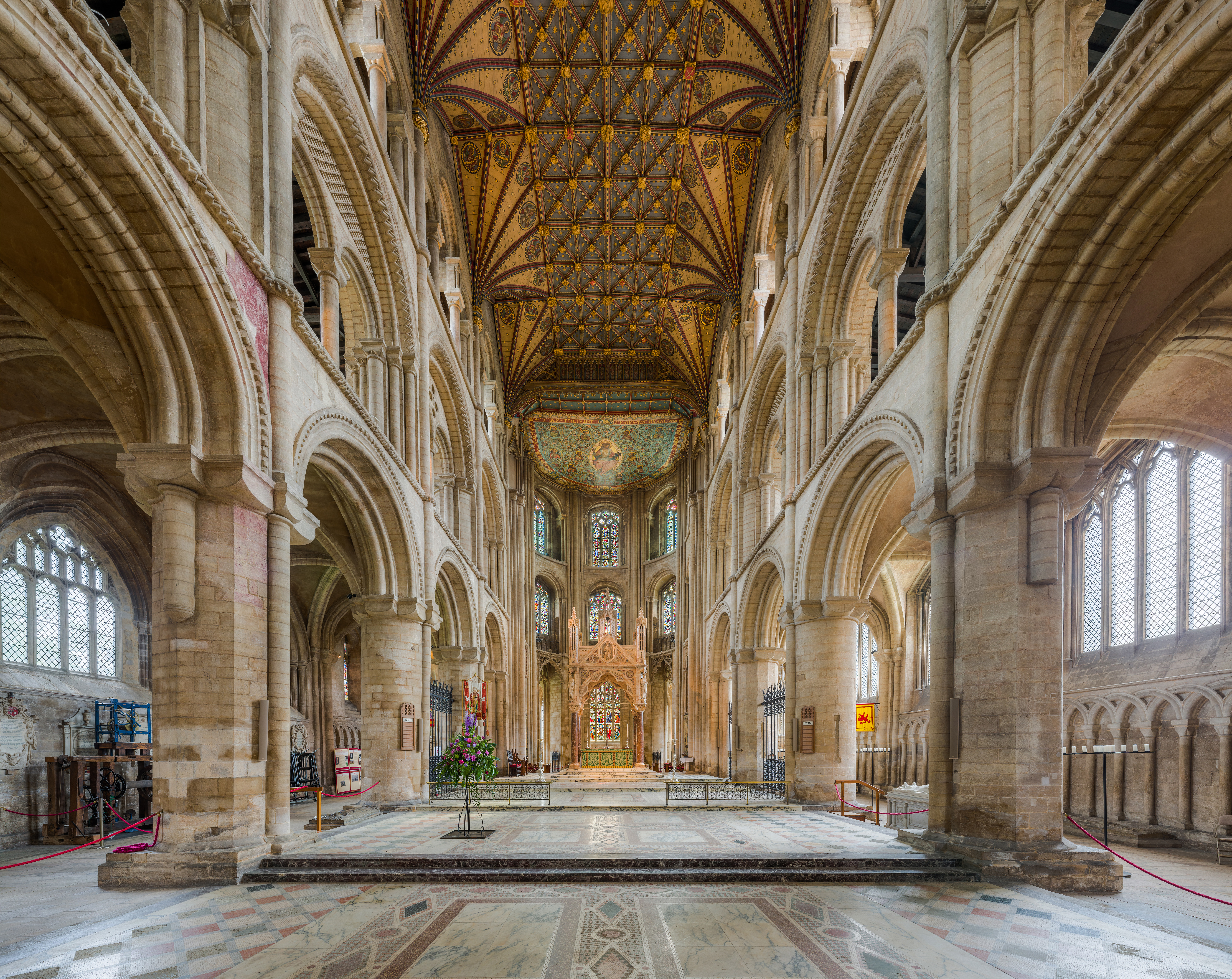
La cathédrale de Peterborough conserve la majeure partie de sa structure romane normande d'origine.
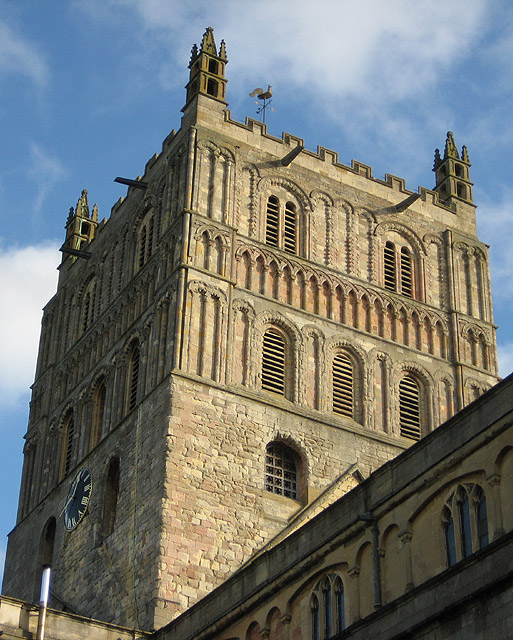
Tour lanterne romane de l'abbaye de Tewkesbury.

### Architecture militaire

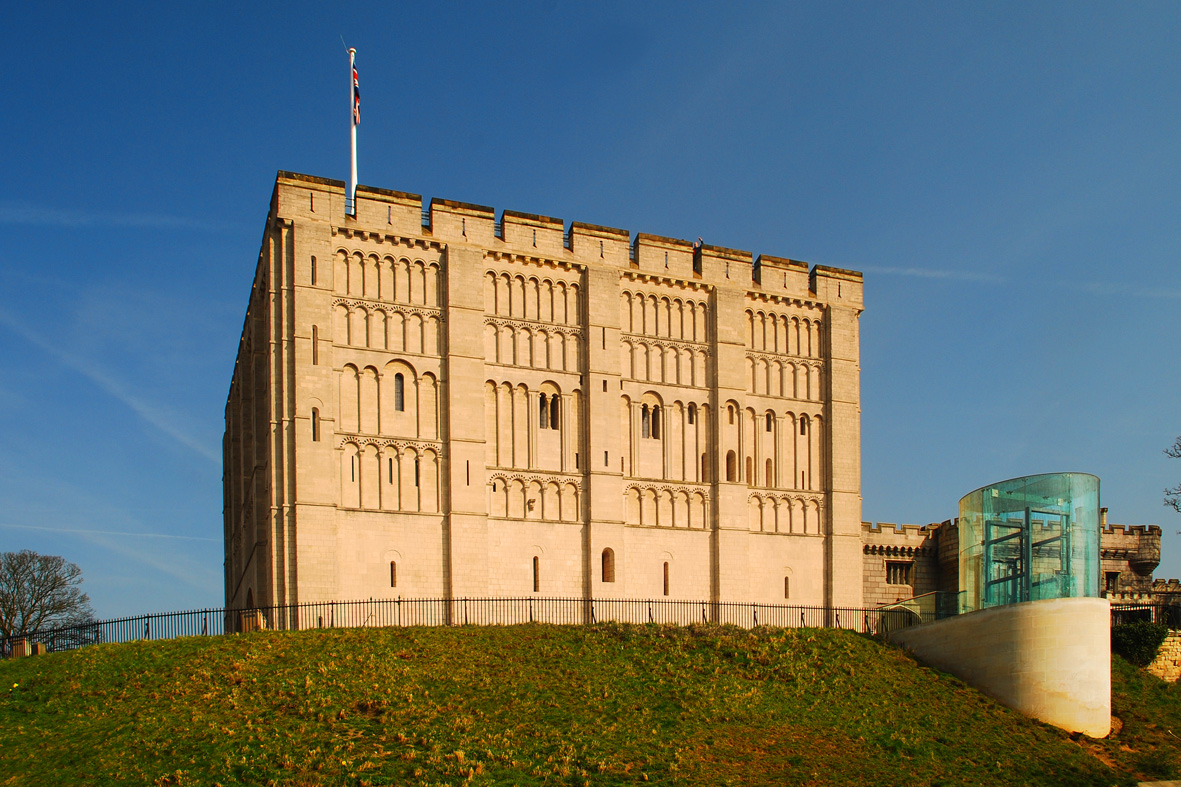
Le château de Norwich.

- La Tour Blanche à Londres (1078)
- Château de Ludlow (vers 1100)
- Château de Rochester (1127)
- Château de Norwich (1067)

### Architecture privée
- Château d'Oakham
- Jew's House (Lincoln)
- Boothby Pagnell Manor (Lincolnshire)

## Architecture normande en Écosse

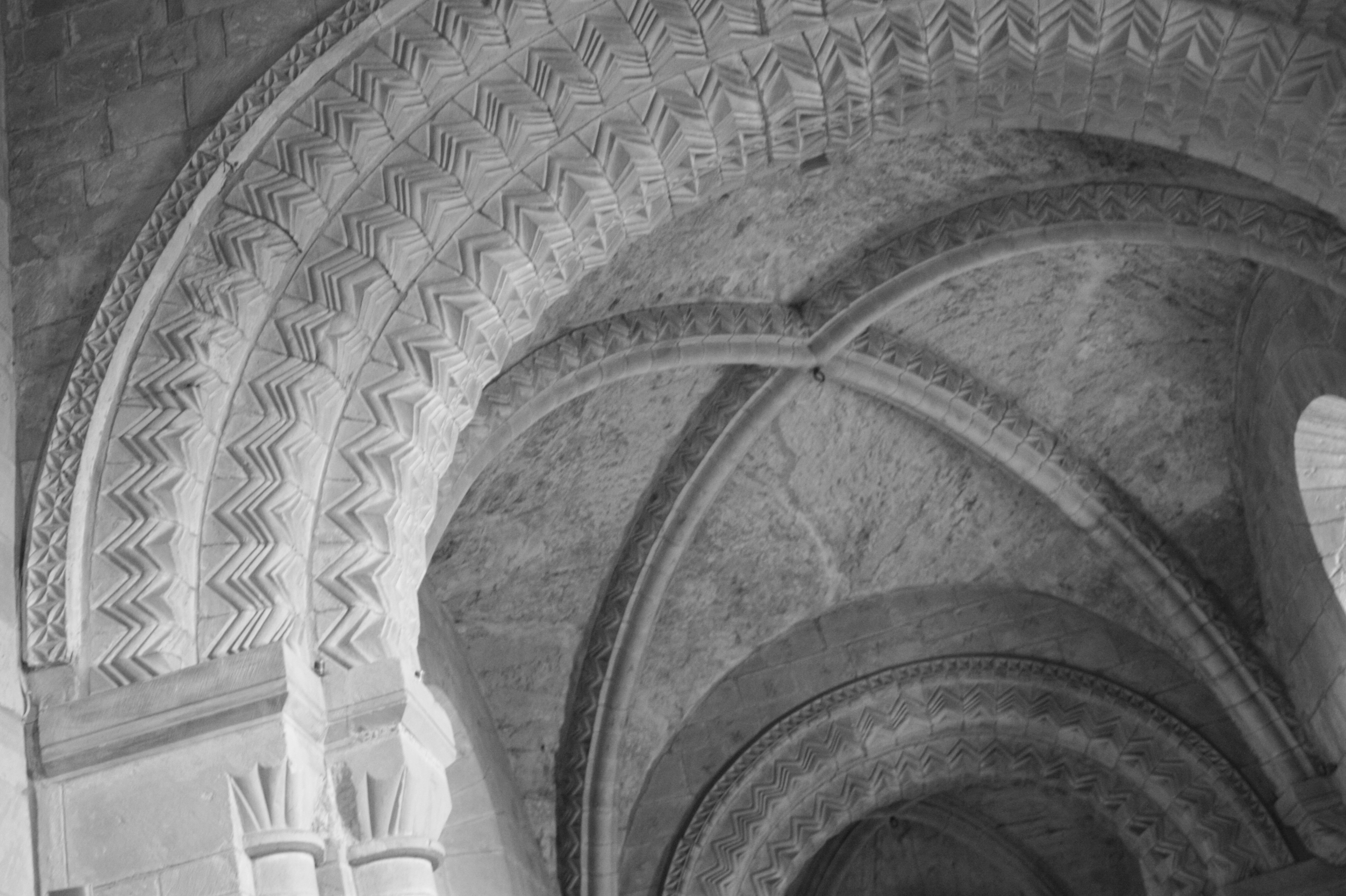
Une voûte de l'église du village de Dalmeny, Écosse, structurée par deux arcs en plein cintre croisés, donnant une croisée d'ogives.

L’Écosse, avec la présence de la noblesse normande à la cour du roi Macbeth autour de 1050, a également subi l’influence du gothique normand. Son successeur, Malcolm III d'Écosse, l’a renversé avec l’aide des Anglais et des Normands et sa reine sainte Marguerite d'Écosse a encouragé l’Église catholique romaine. Les bénédictins ont fondé un monastère à Dunfermline. Son quatrième fils qui est devenu David Ier d'Écosse a construit la chapelle dédiée à sainte Marguerite au début du XIIe siècle.

### Architecture religieuse
- L’abbaye bénédictine de Dunfermline (fondée vers 1070 par sainte Marguerite d’Écosse)
- La cathédrale Saint-André de St Andrews (vers 1070)
- La chapelle Sainte-Marguerite du château d'Édimbourg (début du XIIe siècle)
- L’église Saint-Cuthbert de Dalmeny (commencée vers 1130)
- La cathédrale Saint-Magnus de Kirkwall (vers 1137)
- L’abbaye augustinienne de Jedburgh (fondée vers 1138 par David Ier d'Écosse)
- L’église Saint-Athernase à Leuchars (XIIe siècle)

## L’architecture normande en Irlande
Dans les cinq ans suivant leur premier débarquement en Irlande en 1169, les Normands érigent des châteaux sur des levées de terre. Cinq ans plus tard, ils commencent les travaux de construction de leurs premiers grands châteaux de pierre. Par exemple, lorsque le château à motte castrale construit par Hugues de Lacy sur le site de l’actuel château de Trim dans le comté de Meath est attaqué et brûlé en 1173 par le roi d’Irlande Ruaidri O'Connor, celui-ci reconstruit, à la place, un château en pierre entouré d’une enceinte de trois hectares au sein de ses murs destinée à la rendre impossible à enflammer. De 1177 à 1310, sont construits certains des plus grands châteaux normands en Irlande. Parmi les autres bâtiments construits par les Normands installés principalement dans l’est de l’Irlande, qu’on appelle plus tard le Pale, on compte également le château de Swords dans le comté de Fingal, le château de Dublin et le château de Carrickfergus dans le comté d’Antrim.

## L'architecture normande en Norvège
- Stavkirke de Lom : cette église succède à celle qui fut primitivement édifiée au XIIIe siècle[6] selon des directives du roi Olaf, directives applicables à chaque district du pays. Certaines pierres runiques témoignent de leur fondation, celles d'Oddernes en particulier[6] où l'on trouva une église dédié à Olaf[7].

## L’architecture normande en Sicile

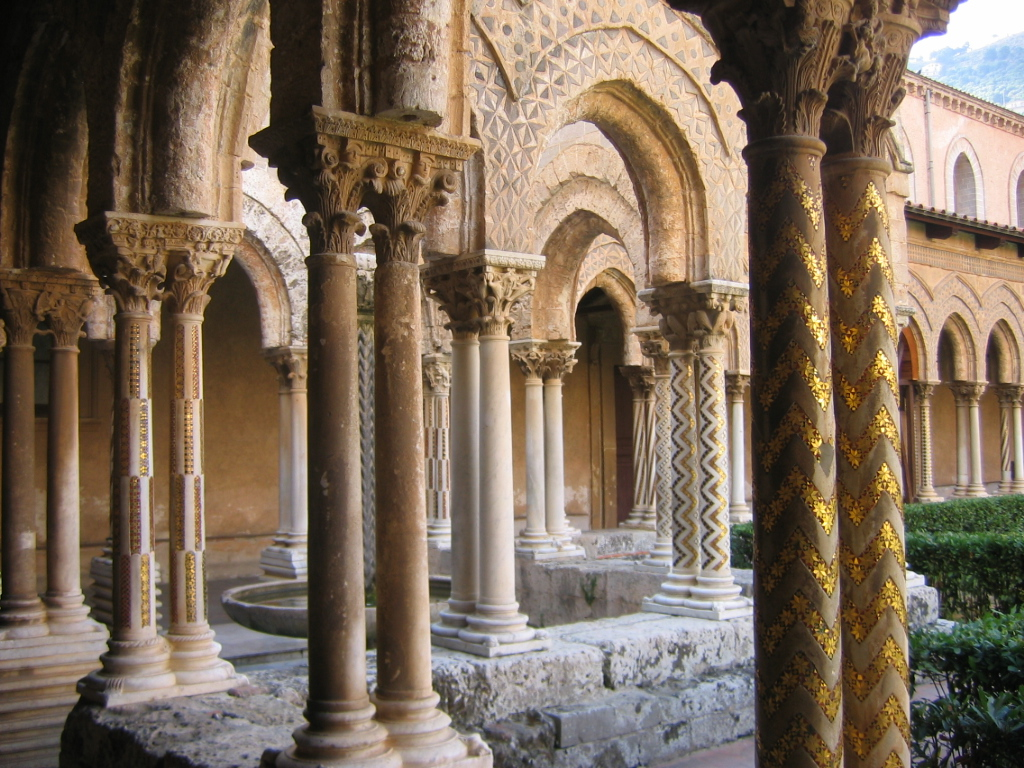
Le cloître de Monreale, Sicile, est un mélange du style normand (ogives, motifs de zigzag des arches et colonnes) et de l'art roman italien (sculpture des chapiteaux, incrustations cosmatesques).

La période normande de la Sicile a duré de 1060 (la conquête normande de l’île se fit en une trentaine d’années, de 1060 à 1090) aux Vêpres siciliennes du 31 mars 1282.
Comparable à de nombreux égards à l’architecture normande qui a évolué en Angleterre et dans le nord de la France, l’architecture normande en Sicile incorpore également quelques influences de l’architecture byzantine, de l'architecture romane de la péninsule italienne et de l’architecture arabe. On parle souvent d’architecture normano-arabo-byzantine. L'art byzantin est particulièrement évident dans l’intérieur de certaines églises où les chœurs des églises normandes traditionnelles sont décorés de vastes mosaïques à fond d'or comme dans la cathédrale de Monreale.
La chapelle Palatine du palais des Normands de Palerme, datant de 1130, dont l’intérieur du dôme (lui-même d’origine byzantine) est décoré de mosaïques représentant le Christ pantocrator accompagné de ses anges, constitue sans doute l’exemple le plus représentatif de cet amalgame.
Des influences du gothique primitif normand durant l’ère normande postérieure se font sentir en Sicile, notamment par l'utilisation de l'arc en ogive, comme dans la cathédrale de Messine, consacrée en 1197, quoique le haut campanile gothique lui soit postérieur et ne doive pas être confondu avec le précédent, elle est de style gothique, construite pendant la période normande et comportait des fenêtres et des voûtes brisées au lieu des arcs-boutants et des pinacles qui allaient apparaître plus tard dans le style gothique.

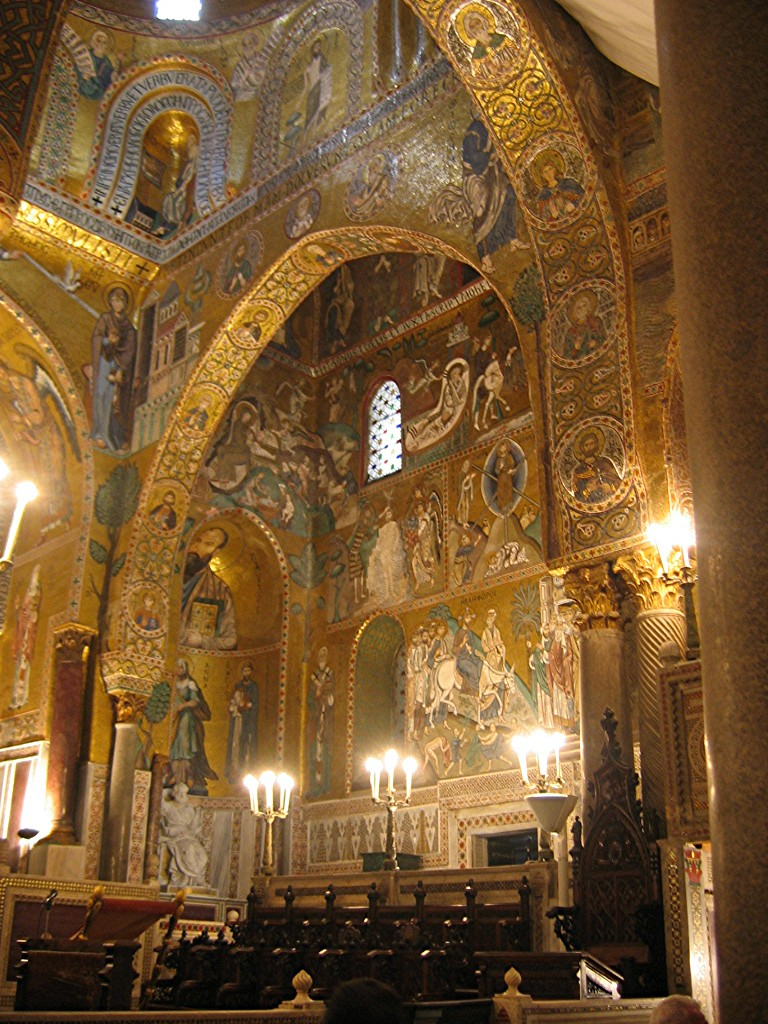
La chapelle Palatine de Palerme, avec une forte influence byzantine.

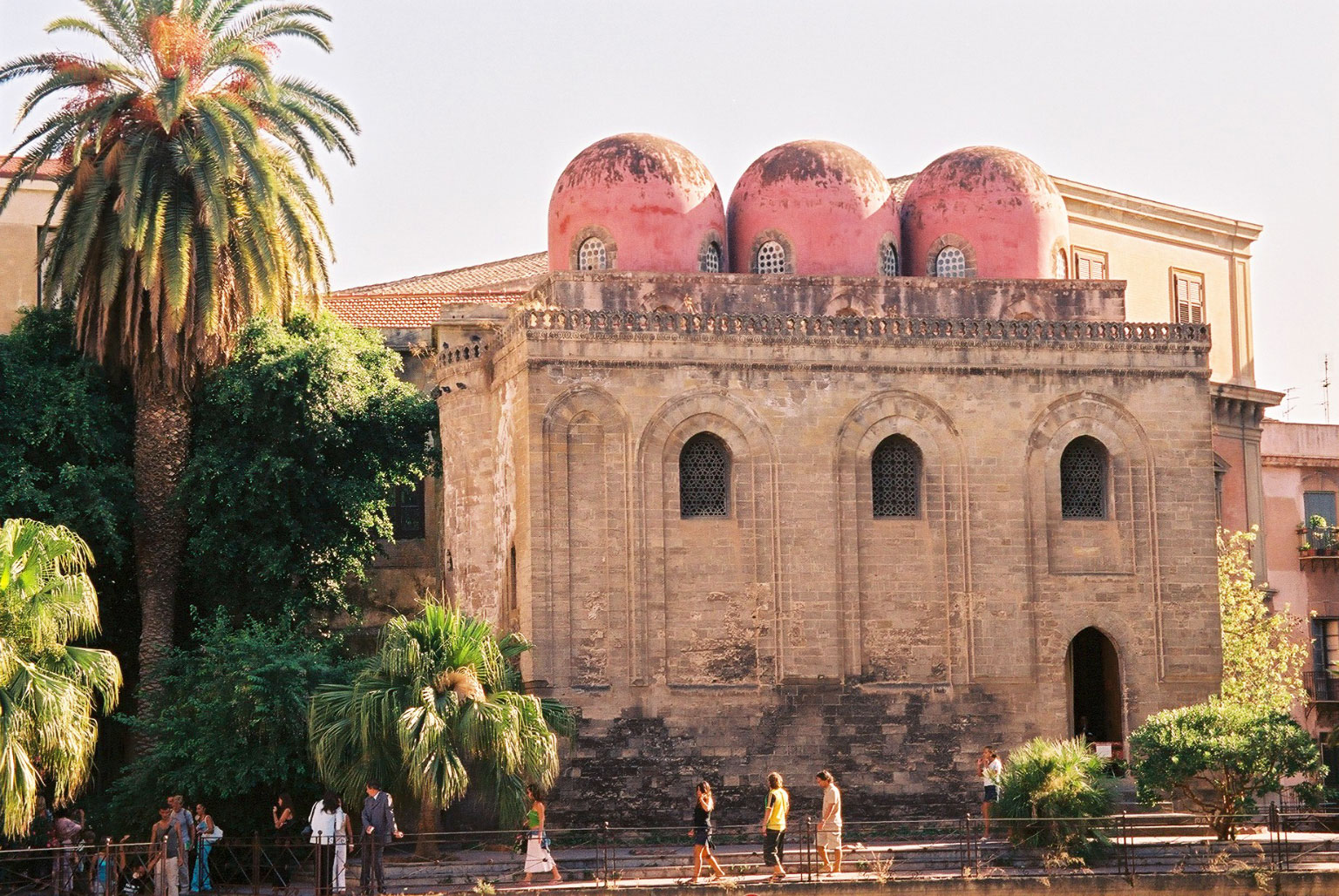
L’église de San Cataldo, avec une influence arabe.

### Édifices normands à Palerme
- Le palais des Normands avec sa chapelle Palatine
- Le palais de la Zisa
- Le palais de la Cuba
- La cathédrale de Palerme
- L’église Saint-Jean-des-Ermites
- L’église San Cataldo
- L’église de la Martorana
- L’église du Saint-Esprit
- Le Parc de Maredolce

### Édifices normands en Sicile
- Le château de Paternò
- La cathédrale de Monreale et son cloître bénédictin
- La cathédrale de Messine
- La Santissima Trinità di Delia de Castelvetrano
- La cathédrale de Cefalù
- L’église Notre-Dame de Giummare à Mazara del Vallo
- L’église de San Nicolò Regale à Mazara del Vallo
- L’arche normande de Mazara del Vallo

## L’architecture normande dans le Mezzogiorno
En Italie, les Normands ont très tôt commencé à construire les châteaux qui étaient leur marque architecturale. Guillaume Bras-de-Fer en a érigé un en 1045 dans un lieu non identifié de Calabre (Stridula). Après la mort de Robert Guiscard en 1085, le sud de la péninsule italienne a connu une série de guerres civiles et est tombé sous le contrôle de princes de plus en plus faibles. Les révoltes ont marqué la région jusqu’au milieu du XIIe siècle tandis que les petits seigneurs cherchaient à résister à la puissance ducale ou royale de l’intérieur de leurs propres châteaux. Les Normands ont entamé leur plus vaste programme de construction de châteaux dans le Molise en introduisant en Italie la technique de l'opus gallicum.
Outre l’enchâtellement de la campagne, les Normands ont érigé plusieurs édifices religieux qui subsistent encore. Ils ont édifié le sanctuaire de Monte Sant'Angelo et construit un mausolée à la maison de Hauteville à Venosa. Ils ont également construit nombre de nouveaux monastères latins, dont la célèbre fondation de Sant'Eufemia d'Aspromonte.

## L’architecture normande à Malte

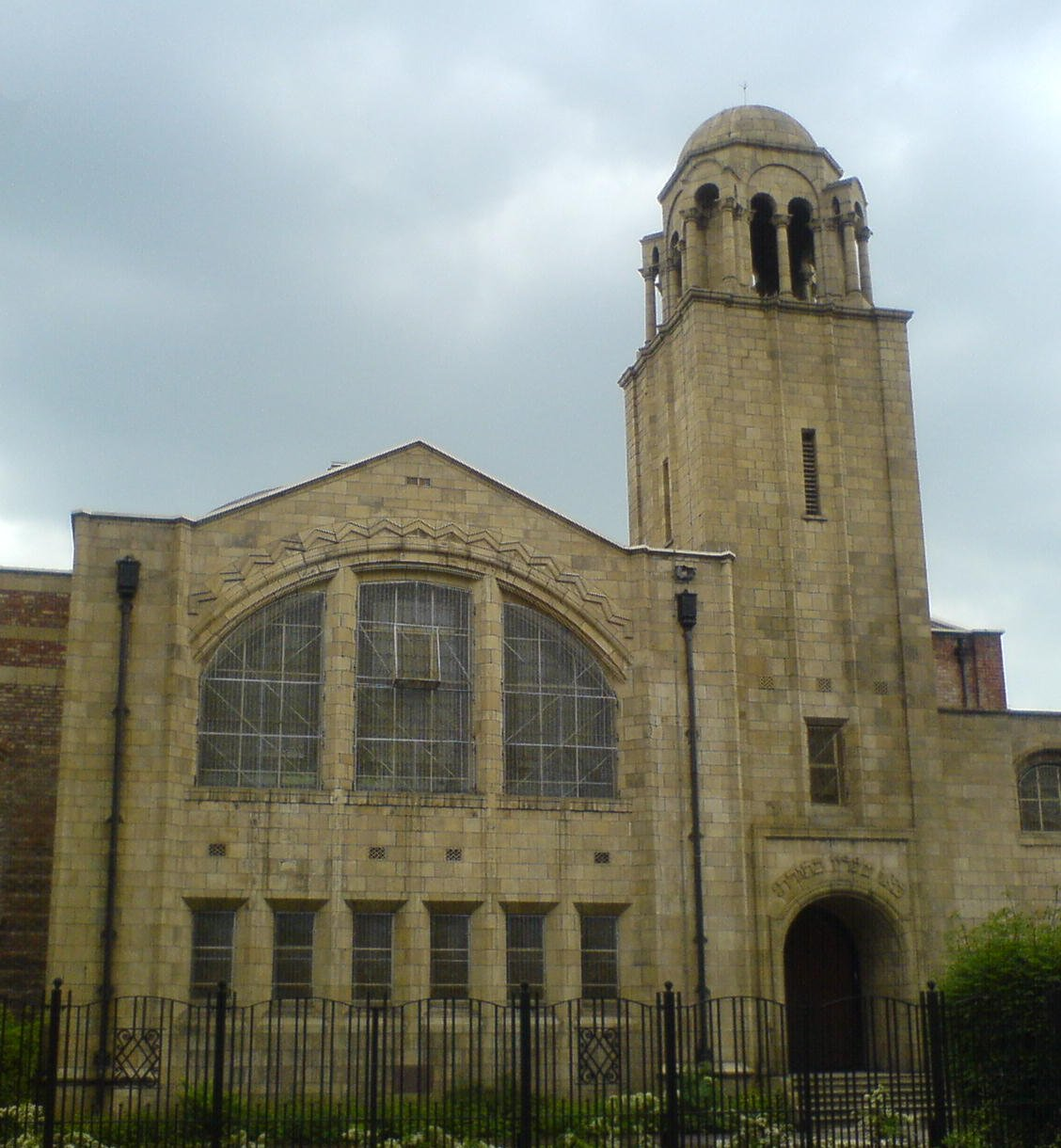
La synagogue de style néo-normand de Fallowfield.

Après sa conquête normande en 1091, Malte a vu la construction de plusieurs exemples d’architecture normande encore subsistants. Des forteresses et des maisons existent toujours à L-Imdina et à Il-Birgu (Vittoriosa).

## Architecture néo-normande
Dans la lignée des mouvements historicistes, néo-romans et néo-gothiques, un style architectural s’inspire de l’architecture normande romane du XIe au XIIe siècle, en Normandie et en Angleterre. De nombreux monuments en portent les signes plus ou moins réinterprétés, notamment des églises, mais aussi d'autres types de bâtiments. Manchester en comporte deux exemples avec son ancienne Bourse ainsi qu’une synagogue à Fallowfield.